# Битва за Атлантику (1939—1945)
Битва за Атлантику (Друга битва за Атлантику, на відміну від кампанії в рамках Першої світової війни) — військова кампанія Другої світової війни, боротьба Антигітлерівської коаліції з країнами Осі за комунікації і панування в Атлантичному океані й прилеглих до нього морях.
Після програної Третім Рейхом повітряної війни, основною ціллю морської війни зоставалося відрізати Велику Британію від матеріального постачання з боку союзників (головним чином США) і таким чином примусити її до капітуляції. Морська битва проти союзницьких транспортних конвоїв велась в основному підводним флотом Німеччини. Командував з'єднаннями підводних човнів («зграї морських вовків» — як вони звалися в німецькій пропаганді) грос-адмірал Карл Деніц.
Найбільш успішними для Німеччини були дії їх підводників у період між першою половиною 1942 і початком 1943, коли вони потопили дуже велику кількість транспортних суден союзників із зброєю і стратегічними матеріалами, що майже паралізувало постачання сухопутного фронту у Європі. Однак поступ у справі створення нових технічних засобів протичовнової боротьби та дешифровка британськими математиками німецької кодувальної машини «Enigma», дозволили союзникам переломити хід подій на свою користь.

## Контекст

### Історичний контекст
Версальський договір, підписаний у 1919 році, затвердив поразку Німеччини під час Першої світової війни. На її збройні сили було накладено суворі обмеження, вони могли мати лише оборонну силу: було заборонено мати авіацію, підводні човни та авіаносці. Військово-морський флот був обмежений тоннажем 108 000 тонн, і жоден корабель не повинен перевищувати 10 000 тонн.
Після приходу до влади Адольф Гітлера двостороння військово-морська угода між Великобританією та Німеччиною була укладена в 1935 році. Підписники передбачили, що Німеччина може побудувати 35 % поверхневого тоннажу та 45 % підводного тоннажу Королівського флоту.
Після підводної війни без обмежень, здійсненої Німеччиною під час Першої світової війни, держави-переможці прагнули контролювати або навіть усунути підводну зброю, але не досягнули цього. Лондонський договір вимагав, щоб підводні човни дотримувалися таких самих правил, які застосовуються до надводних суден: атакувати на поверхні та доставити екіпаж у безпечне місце, перш ніж потопити перехоплений корабель (Стаття 22); однак це не стосується кораблів, які відмовляються підкорятися або відповідають зброєю. Ці правила не забороняли озброювати торгові кораблі, але це озброєння перетворювало їх ipso facto на допоміжні засоби військового флоту, які більше не отримують користі від захисту, передбаченого у статті 22.

### Географічний контекст
Конвой, який хоче перетнути Атлантику, повинен пропливти 3043 морські милі, якщо він відправляється з Нью-Йорка до Ліверпуля; 2485 якщо він відправляється з Галіфакса і 4530, якщо він відправляється з Панами. Ця відстань відповідає періоду від 14 до 19 днів плавання у морі.
Північна частина Атлантики, завдяки північноатлантичним аномальним коливанням тиску, часто має складні погодні умови. Зокрема, взимку, прохід циклонів викликає шторми, які можуть слідувати за вантажними кораблями протягом усієї їхньої подорожі, або слідувати за кораблями, що йдуть від Європи до Америки. Британський корвет «HMS Pink» повідомляв про хвилі від 40 футів (12.19 м) до 50 футів (15.24 м) 16 грудня 1942 року.

### Стратегічний контекст

#### Зі сторони союзників
Після капітуляції Франції Великобританія, щоб продовжувати боротьбу проти нацистської Німеччини, могла розраховувати лише на запаси, що надходять з-за кордону, головним чином з її колоніальної імперії або з американського континенту. У 1939 році Сполучене Королівство було найбільшим імпортером у світі. Більшість імпорту стосувалось їжі, для людей чи тварин, вовни та бавовни; нафта та її похідні мали не менше значення ніж імпорт продовольства. Імпорт продовольства знизився з двадцяти двох мільйонів тонн до п'ятнадцяти, а потім до одинадцяти мільйонів тонн, з майже повним зникненням їжі для тваринництва. Британські військові дії постійно залежали від імпорту нафти та сировини; імпортувалась майже половина людської їжі (у калоріях) · . Імпорт обмежувався наявною транспортною потужністю. Середнє вантажне судно (наприклад класу «Ліберті») перевозило приблизно 10 000 тонн вантажів. Лише один із цих кораблів міг перевезти еквівалент трьохсот танків, трьох мільйонів гвинтівок або 10 000 тонн м'яса, що еквівалентно індивідуальному щотижневому раціону в один кілограм для десяти мільйонів людей, тобто населенню Лондона.
Окрім забезпечення британського населення, військові дії також потребують значних перевезень. Наприклад, щоб скинути мільйон тонн бомб на Німеччину потрібно завантажити сто суден класу «Ліберті», і ще сто інших, щоб забезпечити паливом бомбардувальники. На момент підготовки до висадки потреби зростають. Перевезення американської піхотної дивізії займає 32 000 тонн вантажу. Слід зазначити, що в 1944 році половину імпортного тоннажу становили боєприпаси.
Третій елемент, який слід врахувати: потреби СРСР. Вони лише частково постачалися арктичними конвоями. Велика частка запасів проходила через Британські острови; решту провозили вантажні конвої через Атлантику, які обходили Британські острови, маршрутом через Ісландію. У листопаді 1941 року до СРСР було відправлено 500 000 тонн їжі.

### Зі сторони держав «Осі»
Щоб послабити Сполучене Королівство, його противникам необхідно було уповільнити потік постачання, спрямований в британські порти. Для цього найкращим способом було топити більше транспортних суден, ніж суперник здатний будувати.
Сили країн Осі без розбору нападали на всі союзні торгові кораблі, незалежно від того, вийшли вони з Англії, чи прямували туди. Так звана крейсерська війна вимагала мати в морі досить велику кількість сил, і відповідно виробляти їх якомога більше. Тим більше, що бойовий корабель в місії проводить короткий період, між часом відновлення на базі та часом транзиту між базою та місцем бойових дій. Для флоту підводних човнів лише третина їх знаходиться в морі в патрулюванні, інші дві третини перебувають у транзиті, або в обслуговуванні в портах.
З самого початку розробки «плану Z» в 1935 по реконструкції Кріґсмаріне постало питання про пропорцію між надводними силами та підводними човнами. Останні мають дуже сприятливу собівартість та термін будівництва порівняно з надводними кораблями, але досвід підводної війни в 1914—1918 роках також показав велику їх вразливість — 40 % екіпажів та 229 з 345 підводних човнів було втрачено, що призвело до провалу.
Еріх Редер, начальник військово-морського флоту, вирішує цю дилему на користь надводних кораблів, на тій підставі, що без них англійці зможуть перешкодити виходу підводних човнів з Північного моря. «План Z» все ще передбачав і велику підводну силу — 249 підводних човнів усіх типів, у тому числі 152 (а саме 90 типу VIIB та 60 типу IX), що відповідали баченню командувача підводними човнами адмірала Деніца. Решта — це або прибережні підводні човни, роль яких є оборонна, або модні моделі, такі як підводні крейсери (подібні до французького Surcouf), або «підводні човни ескадри», які мали на меті відкрити дороги для надводних сил. Деніц вважав, що потреба була вдвічі більша (триста підводних човнів), згідно з книгою, яку він опублікував у 1939, щоб мати можливість досягти своєї мети. З цієї кількості 90 було б у засідці, у групах з трьох, щоб перехоплювати конвої, що проходять по трьох основних ідентифікованих дорогах: Північна Атлантика, центр Атлантики та уздовж узбережжя Африки, пройшовши Гібралтар. Навіть на момент початку бойових дій «план Z» (горизонт планування якого був 1945 рік) був далекий від досягнення — Деніц мав всього 57 підводних човнів: 18 в Атлантиці, 21 у Північному морі, 10 у Балтиці та ще 8 неробочих.

## Учасники

### Сили Осі

#### Надводні німецькі кораблі
На початку конфлікту важкий крейсер Admiral Graf Spee в ході битв в Південній Атлантиці потопив 9 кораблів загальною водотоннажністю 50 000 тонн, але, переслідуваний, був потоплений після ушкоджень отриманих під час битви битви біля Ла-Плати. Другий крейсер, Admiral Scheer проводить подібну операцію, топить комерційних суден загалом на 110 000 тонн і вдало повертається до Німеччини.
Після програної повітряної «битви за Британію» в кінці 1940 план десантування до Британії «Зеельове» відкладається на невизначений термін, і війна проти комерційних суден стає пріоритетною. Kriegsmarine знають що їх флот не може протистояти Королівському, тому ставить за ціль своїх операцій атакувати лише торгові судна, забороняють пошук прямих протистоянь. З 22 січня по 22 березня 1941 лінкори Scharnhorst та Gneisenau проводять успішну операцію Берлін: вони топлять або захоплюють 22 кораблі тоннажністю понад 100 000 тонн і повертаються неушкодженими. Окрилені успіхом Kriegsmarine випускають 18 травня 1941 в море абсолютно новий лінкор Bismarck та крейсер Prinz Eugen задля операції «Рейнюбунг». Цього разу рейд зазнає невдачі — Королівський флот виявляє та переслідує німецькі кораблі Данській протоці, зриваючи всі плани, і хоча «Бісмарк» топить HMS Hood 24 травня, але і сам тоне через три дні, Prinz Eugen тікає. Після цього Kriegsmarine відмовляється використовувати свої великі надводні кораблі для полювання на транспорт в Атлантиці.
Другою спробою Kriegsmarine озброює торгові судна, перетворюючи їх у допоміжні крейсери. Серед одинадцяти, які будуть використані — Атлантис, Оріон та Тор. Вони топлять 800 000 тонн вантажів союзників, що набагато менше ніж 23 000 000 тонн, які потопили підводні човни.

#### Підводні човни

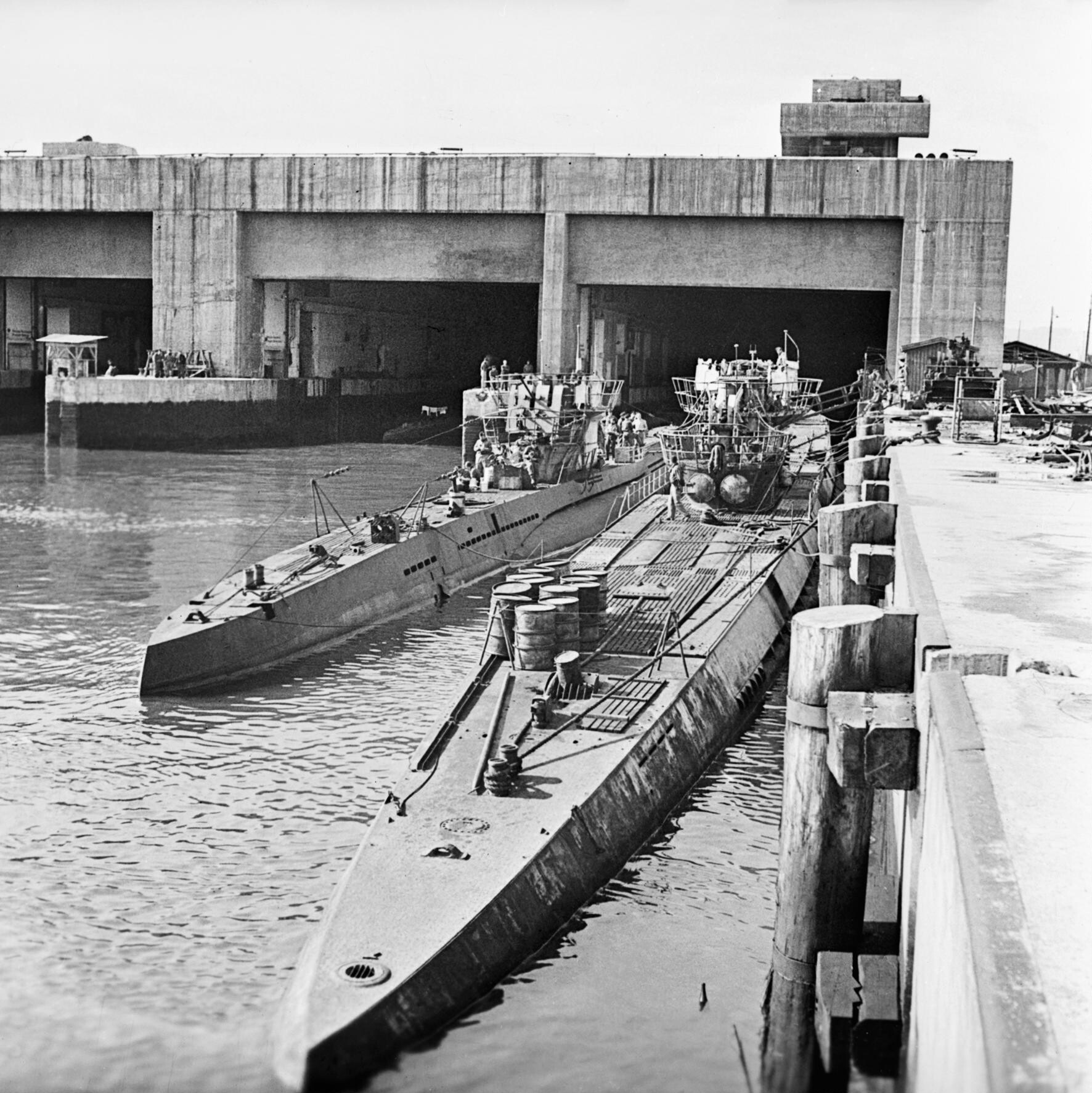
U-Boote типів VII та IX, в травні 1945 на їх базі в Тронгеймі

Тогочасні підводні човни U-Boot не є підводними човнами в тому сенсі, в якому ми розуміємо їх в наш час. Швидше за все, їх потрібно називати «підводними торпедними човнами»: вони не розроблені для того, щоб постійно залишатися в зануренні. Більшу частину часу, найчастіше вночі, вони пливуть на поверхні, використовуючи дизельні двигуни, щоб підзаряджати акумулятори, які живлять електродвигуни при підводному плаванні. Вони занурюються, щоб здійснити торпедну атаку, або уникнути контратаки. У зануреному стані їх швидкість становить близько чотирьох вузлів (близько 7 км/год) і то протягом лише кількох годин. Але швидкість може досягати приблизно сімнадцяти вузлів на поверхні. Їх швидкість на поверхні приблизно рівна швидкості більшості кораблів супроводу, відповідальних за захист конвоїв.
Тільки океанські підводні човни будуть використані для переслідування конвоїв; прибережні підводні човни не мають достатнього запасу радіуса дій. Основними типами будуть VII та IX.
- U-Boot тип VII, водотоннажність 760 тонн, на поверхні він міг досягати швидкості 17 вузлів. При зануренні він рухається зі швидкістю лише 4 вузли (8 максимум) кілька годин. Його радіус дії на поверхні становить 8 500 морських миль, але 80 при зануренні. Екіпаж — 44 особи, дозволена максимальна глибина занурення — 120 метрів.

Він оснащений п'ятьма установками для запуску торпед (чотири в форштевні та одна позаду) і має дев'ять резервних торпед. Він також має 88-мм гармату на палубі та дві зенітні 20 мм гармати. Занурення триває приблизно 20 секунд.
- U-Boot тип IX, З водотоннажністю 1616 тонн на поверхні він міг досягати швидкості 19 вузлів. При зануренні він рухається зі швидкістю лише 4 вузли (максимум 7), але теж всього кілька годин. Його радіус дії становить 31 500 морських миль, 80 при зануренні. Його екіпаж — 57 осіб, дозволена максимальна глибина занурення — 120 метрів (трохи більше на практиці).

Він оснащений шістьма установками для запуску торпед (чотири на форштевні та дві ззаду) і має шістнадцять резервних торпед (частина з яких під палубою). Він також має 105 мм гармату на палубі та 37 мм та дві 20-мм зенітні гармати.
Він занурюється повільніше, ніж тип VII.
Також використовувалися інші моделі, такі як тип XIV. Названі «молочні корови», вони використовувалися для постачання бойових підводних човнів. Наприкінці війни набагато ефективніші моделі для занурення будуть введені на службу, але вже занадто пізно, щоб вплинути на долю битви (типи XXI та XXIII).

#### Літаки

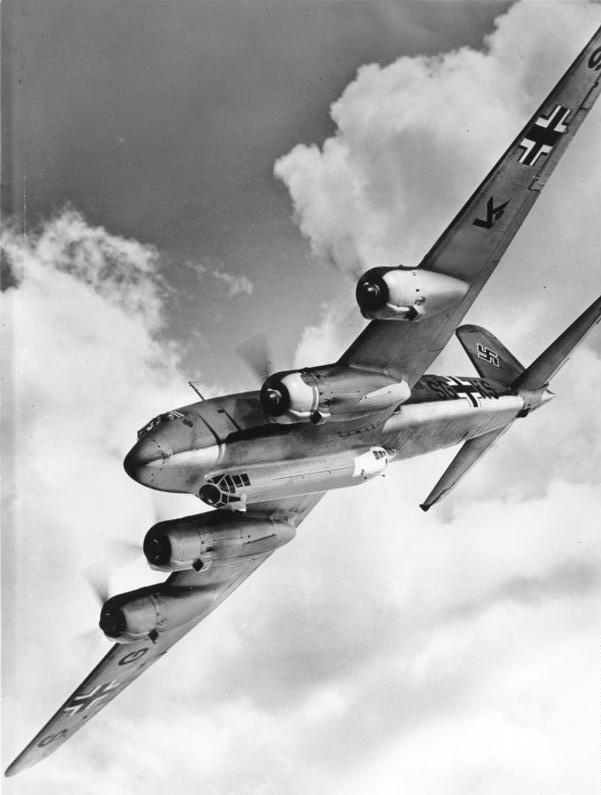
Fw200 Condor, дальній розвідувальний літак Люфтваффе

Kriegsmarine могла отримати підтримку повітряних з'єднань Luftwaffe для власних потреб, таких як розвідка або для захисту підводних човнів, але це завжди залежало від доброї волі останньої. І навіть якщо якісь літаки були надані, то вони не мали спеціалізації для морського бою (будь то інструменти, чи підготовка екіпажів).
Через невеликий радіус дії, непридатний для океанських відстаней, німецькі літаки мало втручаються в битву. Вони робили це головним чином для бомбардувань у прибережних районах або для боїв за контроль над Біскайською затокою, обов'язковою точкою транзиту для U-Boot, при цьому союзники відстежували їх. Були залучені бомбардувальники (такі як Heinkel He 111 або Dornier Do 17) або штурмовики (наприклад, Messerschmitt Bf 110 або Junkers Ju 88).
Лише один тип літаків в основному буде використовуватися в атаці на конвої в морі, Focke-Wulf Fw 200 «Condor». Цей чотиримоторний, створений на базі пасажирського↑ . , був єдиним, який мав достатню автономність (максимум шістнадцять годин, але загалом вісім годин для відстані 4400 км) для виконання ролі розвідника при виявленні конвоїв. Оснащені як бомбардувальники, вони брали чотири бомби по 250 кг під крила. Вони в основному базувалися в Бордо, з якого відбуваються їхні вильоти, повернення здійснювалось сюди ж або в Норвегію, в Тронгейм. Інші моделі, такі як Junkers Ju 290, з'являться над океанічними просторами лише в останні місяці 1943 року.

#### Розвідка
Kriegsmarine мала спеціальну службу, що спеціалізувалася на прослуховуванні та розшифровці передач противника. Це нім. Funkbeobachtungsdienst, також відома під скороченою абревіатурою «B-Dienst».
Для перехоплення радіопередач вона використовувала станції прослуховування, які були встановлені в Німеччині (одна мережа для Північного моря, інша для Балтії) та в окупованих країнах. У Франції були станції для Ла Маншу і Атлантики; а також в Монпельє та Тулоні для Середземномор'я.
Роль цих станцій полягала в перехопленні передач та визначенні положення передавача методом триангуляції. Ця функція була досить важливою; наприклад, у жовтні 1939 року після торпедування HMS Royal Oak у Скапа-Флоу флот тимчасово змінив місце якірної стоянки. Це місце швидко визначили за допомогою простого радіопеленгування повідомлень, якими обмінювалися британські кораблі.
Інша функція B-Dienst — розшифровка перехоплених повідомлень. Наприклад, на початку конфлікту британці почали використовувати новий морський шифр. Менш ніж за півроку B-Dienst була здатна читати 30-50 % перехоплених повідомлень, оскільки служба уже зламала попередній шифр, прямий спадкоємець примітивних шифрів, що використовувались ще у попередньому столітті. ↑ .
Протягом усього конфлікту німці могли читати істотну частину кодованих повідомлень Королівського флоту · . Інший приклад, коли у червні 1941 року британці ввели шифр для торгових суден, німці вже встигли отримати копію. На початку 1943 року, коли B-Dienst опинився на піку своєї ефективності, він, навіть, міг розшифровувати щоденний звіт про ситуацію з U-Boot, розроблений британським адміралтейством. Таким чином, командування U-Boot (BdU або нім. Befehlshaber der U-Boote) мало інформацію про те, що саме союзники знають про їх бойовий порядок. Однак, німці так і не змогли розгадати шифри використовувані американцями.
Проте B-Dienst був єдиним підрозділом який надавав інформацію BdU. З боку німців так і не було команд аналізу, таких як у союзників.

#### Управління операціями
Під час конфлікту всі операції операції U-Boote керувались центральним командування підводного флоту (BdU). На його чолі перебував адмірал Деніц.
Цей головний штаб керував використанням, підготовкою, а також обладнанням підводних човнів. Він використовував інформацію, отриману розвідкою B-Dienst. Це було командне ядро в яке входило досить мало осіб.
Проведення операцій було сильно централізовано. Зокрема, підводні човни повинні були надсилати часті звіти по радіо, і це сильно спростило їх ідентифікацію союзниками. Наприклад, у лютому 1943 підводні човни нападають на конвой SC-118. За сім днів 262 їхніх повідомлень були перехоплені. У відповідь BdU також надсилала велику кількість повідомлень. Типовим був сценарій коли підводний човен виходив у плавання з єдиним наказом досягти заданої точки в Атлантиці а вже там він отримував повідомлення, що вказувало йому, де він повинен патрулювати.

### Бази
- Для підводних човнів

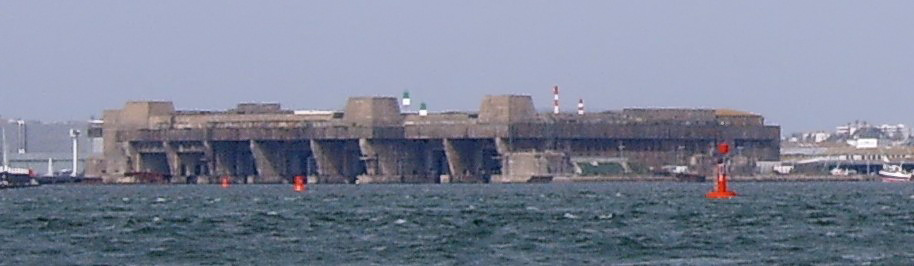
База підводних човнів у Лор'яні в 2007 році

Окупація французької території надала німцям вільний доступ до Атлантичного океану. Підводні бази швидко були створені в Бресті, Лор'яні, Сен-Назері, Ла-Рошелі та Бордо. Вже 7 липня 1940 U-Boot U-30 прибув до Лор'яна, щоб поповнити запаси. Величезні залізобетонні надбудови були зведені для захисту підводних човнів від бомбардувань союзників. Вони захищали підводні човни та екіпажі до самого кінця конфлікту, всупереч всім зусилля союзників, які призводили лише до руйнування навколишніх міських районів.
Ці конструкції будувались Організацією Тодта. Загалом, в базі в Лор'яні могло поміститись 28 підводних човнів, в Бресті 15, в Сен-Назері 14, в Ла-Рошель 10 та в Бордо 11. Після висадки в Нормандії флотилії підводних човнів перебазувались до баз у Норвегії. У вересні 1944 року U-155 був останнім U-Boot, який відплив з Лор'яна.
- Авіабази

Щоб задовольнити бажання Германа Герінга командувати всіма літаками Рейху, Люфтваффе було єдиною силою яка здійснювала повітряну боротьбу над океаном. Зайняття Франції дозволило йому використовувати всі наявні аеродроми на її території. Підрозділи, відповідальні за морську боротьбу, базувались в Мериньяці, Коньяці, Лор'яні, Бресті, а також у Норвегії: в Тронгеймі та Ставангері.

#### Роль Італії
З початку конфлікту Італія забезпечувала підводні човни для участі в битві. Цю участь погоджено ще з червня 1939 угодою між адміралами Еріхом Редером та Доменіко Каваньярі. 27 підводних човнів 11-ї групи базуються в Бордо і позначаються абревіатурою BETASOM. Їх зона операцій була розташована на південь від 42-ї паралелі. Потім вона була ще розширена.
Під час вступу США у війну п'ять італійських підводних човнів були відправлені до американського узбережжя. Вони були такими ж ефективними, як U-boot. У 1943 році сім італійських підводних човнів BETASOM були приготовлені, щоб дістатися Далекого Сходу. Італійська капітуляція закінчила операції BETASOM. Потім японці та німці заберуть собі п'ять підводних човнів.
Італійські підводні човни були розроблені для Середземномор'я, а його погодні умови відрізняються від Північної Атлантики. Їх тактика успадкувалася від боїв у Адріатиці під час першої світової війни. Їх результати були менші ніж результати U-Boot, сто дев'ять потоплених вантажів (593 864 тонн), ціною втрати шістнадцяти підводних човнів.

### Сили союзників

#### Торгові кораблі на початку конфлікту
Вантажні кораблі того часу були дуже різноманітними, але вони суттєво відрізняються від нинішніх вантажних кораблів. Найстаріші з них працювали на вугіллі, найбільш сучасні — на важкому мазуті. Швидкість була дуже різною і потребувала розподілу на швидкі конвої (швидкість приблизно 10 вузлів) та повільні конвої (зі швидкістю 5-7 вузлів).
Ще до початку бойових дій Морська комісія США визначила стандартні характеристики для вантажних суден, що призвело до появи назв стандартних типів суден C1, C2 та C3, а також танкерів T2 та T3.

#### Мілітиризація вантажних кораблів
З початку конфлікту британці вирішили озброїти вантажні кораблі для власної оборони. Вони позначалися абревіатурою DEMS (англ. Defensively Equiped Merchant Ship). Артилерійські установки які використовувались для цього — це старі моделі, взяті з арсеналів, калібром від 75 до 150 мм, залежно від розміру вантажного судна. Їх обслуговували артилеристи у відставці або волонтери (14 000 загалом було прикріплено до Королівського артилерійського морського полку) та моряки Королівського військово-морського флоту (24000 усього). Сто п'ятдесят тисяч цивільних моряків навчалися, щоб допомогти, вони навіть заміняли артилеристів. Кулемети та зенітні гармати також були встановлені на вантажні кораблі.
Наприкінці 1940 року 3400 вантажних кораблів були дооснащені, а до 1943 — всі наявні. Канадці озброїли 713 вантажних кораблів.
Кораблі Liberty та Victory з самого початку були розроблені для можливості встановлення гармат.

#### Спеціалізовані кораблі

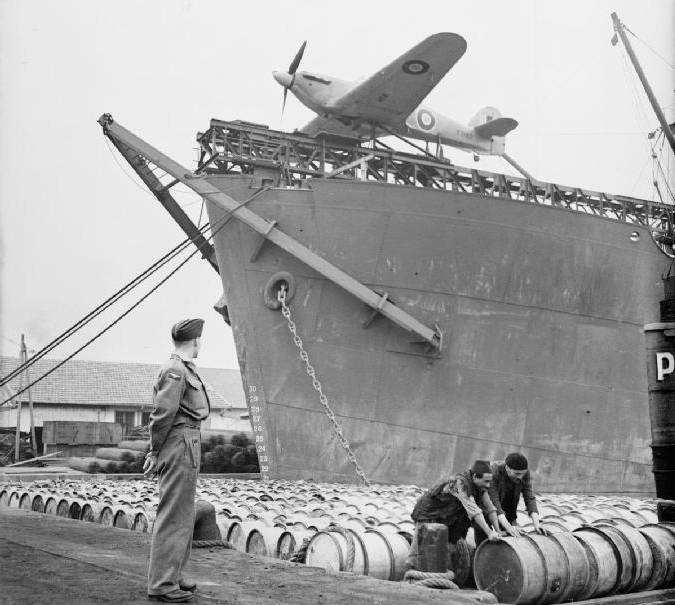
Винищувач Hawker Hurricane на катапульті КАТ судна

Для забезпечення протиповітряної оборони конвоїв, деякі вантажні судна (КАТ судна - від Катапультне Авіаносне Торгове) будуть обладнані катапультою, яка могла запустити одномісний винищувач Hawker Hurricane, щоб при необхідності атакувати FW200. Зворотно прийняти літак можливості не було; пілот змушений був стрибати з парашутом і підбирався вантажним кораблем.
Інші спеціалізовані судна, які знаходять в конвоях — рятувальні. На початку планувалось, що останній вантажний корабель кожного ряду відіграє роль підбирача потерпілих. Використання виділених кораблів дозволило зберегти згуртованість конвоїв та уникнути відволікання кораблів ескорту.
Рятувальний корабель розміщується в задній частині конвою і може перевозити 100—200 тих, хто зазнав аварії, пропонувати їм укриття до приїзду. Цей корабель також оснащений радаром Huff-Duff, тим самим сприяючи виявленню нападників. Кілька таких суден були торпедовані та потоплені.

#### Нові типи кораблів
- Судна класу «Liberty»: Це дуже поширений тип вантажних суден які під час конфлікту будувались великими серіями для компенсації втрат. Конструкція була модульна, тобто, не було єдиної моделі. Основна модель — це вантажне судно, здатне транспортувати 10 000 тонн зі швидкістю 10-11 вузлів, з екіпажем 45 моряків[37].

Судно Liberty було озброєне двома гарматами та шістьма 20 мм зенітками. Воно брало тридцять шість артилеристів, щоб використовувати озброєння.
2751 таке судно було побудовано між 1941 та 1945 роками, середній час будівництва — сорок днів. · На будівництво першого корабля «Liberty» пішло 243 дні. Рекорд швидкості становив чотири дні та п'ятнадцять годин, щоб побудувати та спустити на воду «SS Robert E. Peary» 12 листопада 1942[джерело?].
- Судна класу «Victory»: Ще одна серія вантажних кораблів, побудованих серійно, більші та швидші, ніж кораблі Liberty. Перші були виготовлені на початку 1944 року. Вони, як правило, мали слово «Victory» у своїй назві. Кораблі, побудовані канадцями та британцями, містили «Park» і «Fort» в назві.

Зі свого боку, британці будуватимуть вантажні кораблі типу «Empire» для Міністерства військового транспорту і які будуть орендовані приватними судновими власниками.

#### Ескортні кораблі

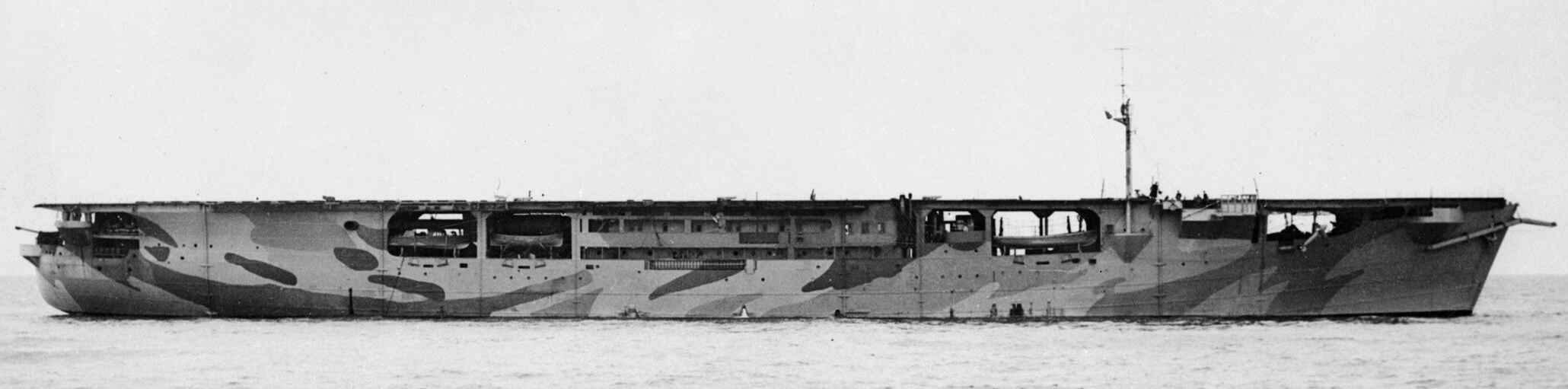
був першим справжнім ескортним авіаносцем; це німецький вантажний корабель, захоплений у лютому 1940, який переобладнали у червні 1941 для розміщення шести винищувачів; був торпедований підводним човном 21 грудня 1941

ЕсмінціЦе перші кораблі, які пробували використовувати для забезпечення супроводу. Це випливало з ролі, для якої вони були розроблені — захист великих одиниць ескадри, лінкорів та авіаносців. Але вони виявляться не зовсім придатними для супроводу конвоїв. Маючи непропорційне потребам озброєння, вони, перш за все, мали недостатній радіус дії↑ . Це заважало їм скористатися своєю швидкістю і робило їх залежними від поповнення палива у морі, що завдяки погодними умовами Північної Атлантики ускладнювалось, а інколи взагалі було неможливим. Тому їх присутність вимагала, щоб у конвої був один або кілька танкерів.

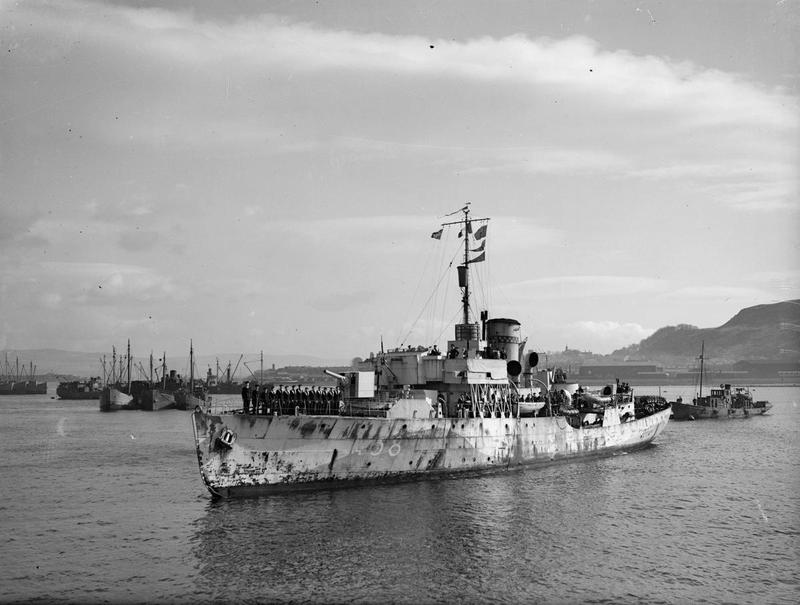
Корвет K58 Aconit Військово-морських сил Вільної Франції повернувся в порт 14 березня 1943 року після того, як 10 березня потопив 2 підводні човни

КорветиЗ наближенням конфлікту, британським адміралтейством було підкреслено недостатню кількість кораблів супроводу. В результаті було вирішено збільшити будівництво потрібних кораблів . Серед існуючих моделей, найближчим до бажаного було китобійне судно; в результаті з'явилися корвети класу Flower. Водотонажністю 940 тонн, були здатні досягти шістнадцяти вузлів і мали радіус дії 3450 морських миль при швидкості в дванадцять вузлів; екіпаж складався із 47 осіб (згодом 85). З невибагливим інтер'єром, слабо протистояли розгойдуванню по крену; мали на озброєнні 102-мм гармату, а також дві гармати 40 мм калібру з прізвиськом «pom-pom» та дві 20 мм. зенітні гармати. Проти підводних човнів планувалось мати чотири бомбомети, згодом кількість збільшена до шести, із сорока зарядами. Сто двадцять один корвет цього класу було побудовано в Канаді, і сто сорок п'ять у Великобританії. Вісім з корветів, побудованих у Сполученому Королівстві, були озброєні Військово-морськими силами Вільної Франції. Пізніше будується новий клас корветів, клас Castle («Замок»), в яких виправили частину дефектів попередників.

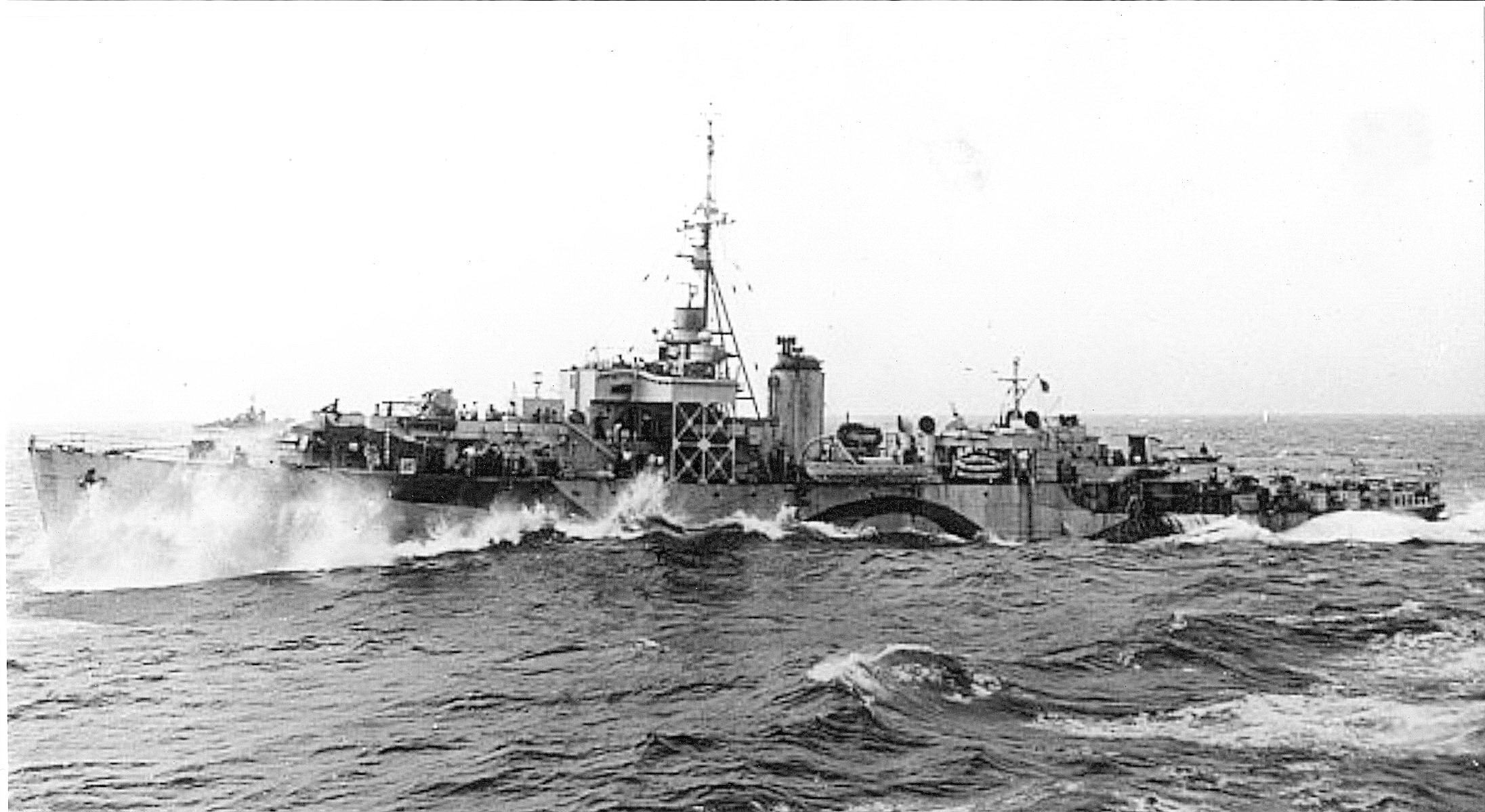
Фрегат типу «Рівер» HMS Swale (K217)

ФрегатиЯк і корвети, фрегати були новими типами кораблів, спеціально розробленими для супроводу конвоїв. Назва «фрегат» була зникла разом з вітрильним флотом, замінившись терміном «міноносець». Тепер назва відновилась разом з цими новими протичовновими кораблями.
У Великій Британії основним класом фрегатів був клас «River», побудовано було 151 фрегат цього класу · . З цього класу буде утворений клас «Loch» (побудовано 28).
Ескортні есмінціВійськово-морські сили США залишаються вірними есмінцю, але мають підрозділи, які краще підходять для супроводу конвоїв. Ескортні есмінці (маркування корпусу: «DE») скромніші за водотоннажністю, повільніші та слабше озброєні, ніж звичні есмінці (маркування корпусу: «DD»). З іншого боку, вони мають більшу дальність дії та засоби протичовнової боротьби.
Малі сторожові корабліПохідні від типів багатоцільових кораблів, побудованих для закордонного використання, вони будуть адаптовані для своєї ролі супроводу. Основними класами будуть «Black Swan» (13 випущених) і модифікований «Black Swan» (29 побудованих між 1942 і 1945 роками, включаючи 5, які не будуть завершені). За характеристиками близькі до ескортних есмінців і фрегатів.
КуттериНазва типу корабля, впровадженого Береговою охороною США, сім куттерів класу «Treasury» також можна порівняти за розмірами та озброєнням з ескортними есмінцями та фрегатами.
Екскортні авіаносці
Зацікавленість у забезпеченні повітряного прикриття конвою протягом усього шляху призвела до створення ескортних авіаносців.
Спочатку це були так звані «MAC»-кораблі англ. (Merchant Aircraft Carriers), або Торгові авіаносці. Це були вантажні кораблі різних моделей, на яких встановили льотну палубу. Вони перевозили невелику кількість літаків, як правило 3-4 торпедних біплани типу «Swordfish», які постійно залишалися на палубі, ангара такий авіаносець не мав. Вантажне судно залишалося вантажним судном і могло продовжувати перевозити частину того вантажу, який він міг перевозити до модифікації. Таким чином, існували нафтові танкери «MAC» (наприклад, нафтовий танкер Empire MacCabe, який перевозив 4 Swordfish; єдиний військовий персонал на борту — це авіатори та особи, відповідальні за технічне обслуговування літаків), також існували «MAC»-балкери.
По-друге, з корпусів вантажних кораблів будувалися справжні легкі авіаносці. На відміну від кораблів «MAC», вони, як правило, були оснащені ангаром, ліфтом і катапультою. Ці простуваті авіаносці (чиї прізвиська були Jeep-авіаносці або авіаносці Woolworth'а) покажуть свою корисність пізніше, коли їхня кількість дозволить формувати групи мисливців за підводними човнами, одна з них захопить практично неушкоджений човен U-505 з командою та «Енігмою».
Лінійні корабліЛінійні кораблі будуть нечасто присутні протягом битви за Атлантику. Вони з'являтимуться на полі бою лише тоді, коли виникне загроза зіткнення з лінійними кораблями Осі. В основному це були конвоїв в СРСР. Так, наприклад, конвой HX-106 супроводжував старий лінкор HMS Ramillies, чиєї присутності буде достатньо, щоб утримувати Scharnhorst і Gneisenau подалі.

#### Авіація
Для країн Антигітлерівської коаліції авіація відіграє потрійну роль. По-перше, бореться з підводними човнами, беручи участь у нагляді за конвоями; атакує підводні човни, які виходять або повертаються на свої бази; і, нарешті, бореться проти німецької авіації.
Кожна місія буде використовувати літаки різних типів. З англійської сторони ці місії вимагають, щоб Бомбардувальне командування, відповідальне за стратегічне бомбардування окупованої Європи, погодилося не отримувати всю продукцію літакобудівної галузі. Залучені літаки управлятимуться береговим командуванням.

Авіація союзників у битві за Атлантику, деякі приклади
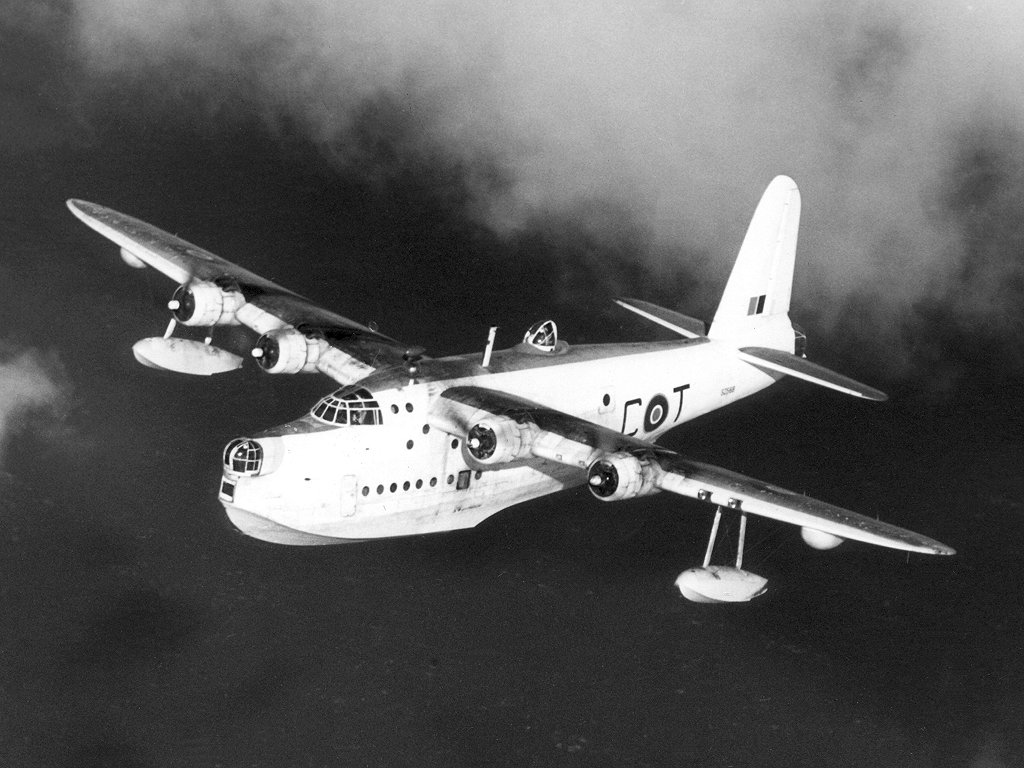
Гідроплан Short Sunderland.
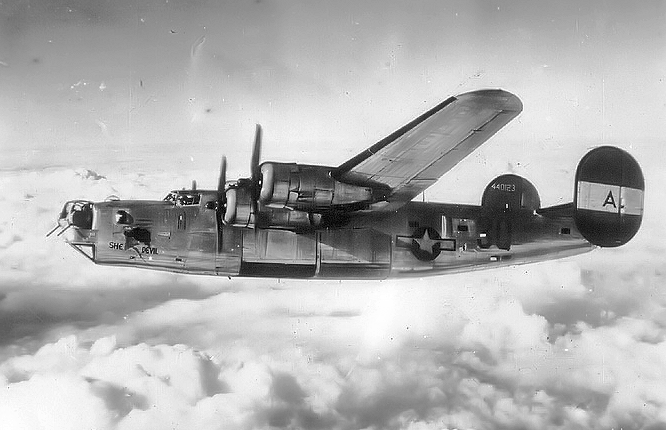
Дальній бомбардувальник B-24 Liberator.
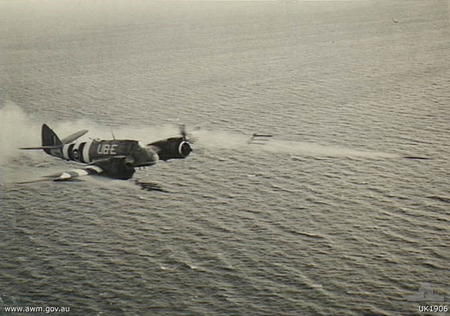
Bristol Type 156 Beaufighter стріляє ракетами.
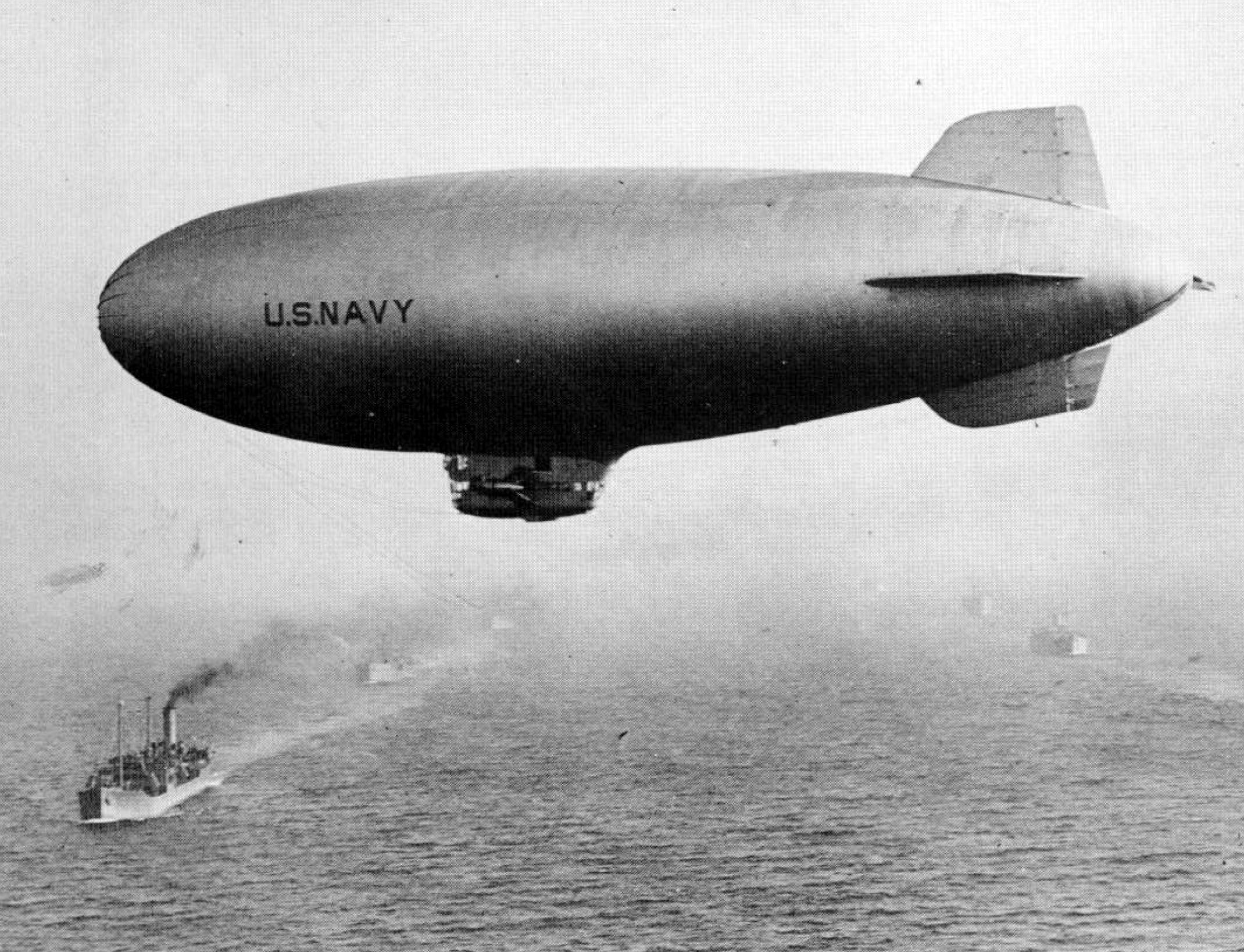
Американський дирижабль «Blimp» протиповітряної оборони.
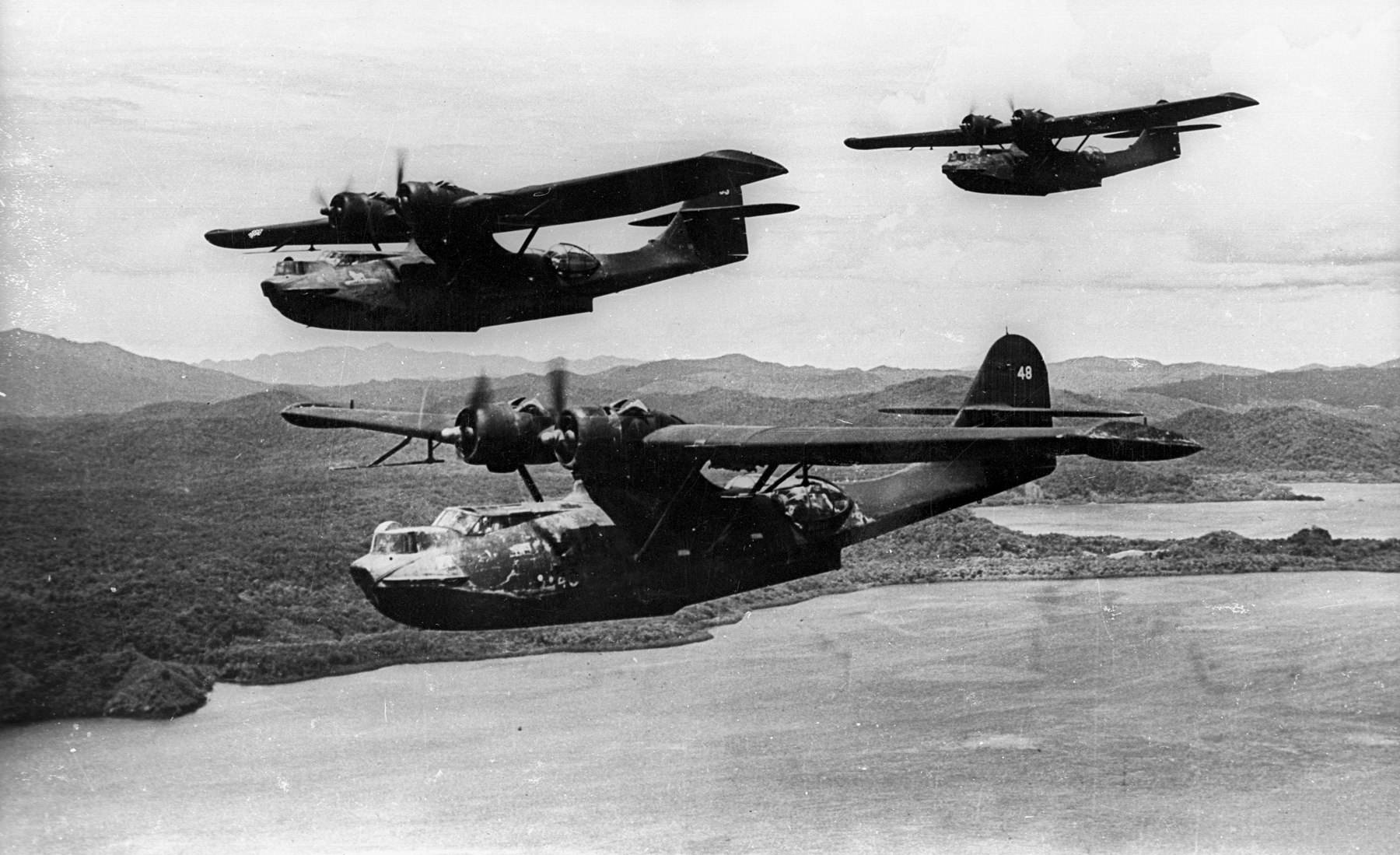
Гідроплани Catalina.

##### Роль Берегового командування
Берегове Командування, командування прибережними повітряними силами, є складовою Королівських ВПС. Воно діє з землі і має місію захистити підходи до Британських островів.
На початку конфлікту воно мало дев'ятнадцять ескадрилій, кожна з дванадцяти літаків, або 171 літак. Але доступні йому літаки — це застарілі моделі, в основному відкинуті Бомбардувальним командуванням, ті, без яких вони можуть обійтися при рейдах на Німеччину. Їх було розділено на три ескадри (групи). З цих 19 ескадрилій лише одна оснащена відносно сучасними літаками американського виробництва, «Lockheed Hudson», здатних патрулювати протягом шести годин. Три інші ескадри оснащені мілітаризованими цивільними гідролітаками, Short Sunderland, здатних патрулювати протягом десятка годин.
15 квітня 1941 року Берегове командування перейшло під оперативне командування Адміралтейства. Таким чином буде встановлено ефективне співробітництво між командуванням західного узбережжя та командуванням повітряних підрозділів. Це, серед іншого, призведе до присутності Берегового командування в WATC у Ліверпулі, яке буде використовувати всю доступну інформацію, для кращого виконання своєї місії.
Сила Берегового командування зростатиме протягом усієї війни. У лютому 1943 воно матиме шістдесят ескадрилій, або 850 літаків.

##### Повітряний захист конвоїв
- Літаки із великим радіусом дії

Ці літаки призначені для патрулювання навколо конвоїв. Першими доступними є відносно добре озброєний Short Sunderland (звідси їх прізвисько «літаючий дикообраз»); але найбільш ефективними будуть B-24 американського походження. Знявши частину броні та озброєння, вони зможуть патрулювати на дистанції 2300 миль від своїх баз — Північної Ірландії, Ісландії чи Азорських островів. Наявність цих пристроїв, як і інших того ж типу, буде обмежена потребами Бомбардувального командування. Лише в 1943 році їх кількість почала бути достатньою для переваги в битві.

Роль, яка випала на долю цих літаків полягає не лише в нападі на U-Boot, але перш за все в тому, щоб виявити їх та змусити їх зануритися. Що буде значно легше робити, коли вони будуть оснащені радаром.
- інші літаки

Літаки, що використовуються на КАТ-носіях, як правило, винищувачі «Hurricanes». На Торгових авіаносцях та авіаносцях супроводу знаходяться біплани Swordfish та винищувачі Martlet. Також будуть використані інші типи літальних апаратів, такі як перші вертольоти або дирижаблі на американському узбережжі, та у Марокко після операції «Смолоскип».

##### Контроль Біскайської затоки
З 1941, від створення 19-ї групи Берегового командування, Біскайська затока стане місцем певної битви в битві; окремі автори навіть будуть говорити про Битву за затоку.
Ця битва мала два аспекти - виявлення U-Boot які намагались якнайшвидше пройти транзитом через ці води. А другий — боротьба за панування в повітрі над цією областю з німецькими літаками.
- Літаки

Застосовуються ті ж типи літаків, що і в операціях на інших театрах бойових дій (Vickers Wellington та інші важкі бомбардувальники), поряд із спеціалізованими літаками (Mosquitos, Beaufighters). Деякі мають незвичну зброю, наприклад, 57 мм гармати, встановлені на Mosquitos 618-ї ескадрильї.
- Організація боротьби

19-а група Берегового командування є головним організатором цих операцій.
Патрулі спочатку організовують, сподіваючись перетнути траєкторію підводного човна. На другому етапі створені тактики, які нагадують тактику «вовчих зграй» Деніца (атака групами або зграями).
Зони патрулювання були пойменовані (названі, наприклад,: Musketeer, Seaslug). Над кожною із них літаки патрулюють одночасно, щоб контролювати їх якомога краще. Якщо якийсь помітить U-Boot, то інші літаки приєднуються до нього і, через кількісну перевагу, шанси на виживання підводного човна падають.

##### Боротьба проти Luftwaffe
Союзники борються проти двох типів повітряних загроз. З одного боку, загроза представлена німецьким Fw 200 Condor; з іншого боку, сили, що літають Біскайською затокою, щоб захистити транзит підводних човнів до їх атлантичних баз або з них.
Ця частина Атлантичної битви буде проведена 19-ю групою Берегового командування.

#### Розвідка

##### Радіопеленгація
Методи радіопеленгації використовуються обома сторонами для виявлення та пошуку розташування джерела радіовипромінювання при передачі повідомлень противника. Це не питання розуміння надісланих повідомлень, а пошуку географічного положення передавача.
У союзників станції пеленгування базуються у Великобританії, а також на американському континенті, в Ісландії, в Гренландії, на африканському континенті. Вся обробка даних пеленгації централізована в точці, розташованій у Великобританії, де інформація аналізується, а потім передається до учасників бойових дій. Таким чином, щоденний бюлетень ситуації підводних човнів містить звіт про всі зроблені виявлення (цей бюлетень відомий і розшифровується німцями).
А чого не знають німці, це того, що союзники оснащують деякі свої кораблі пристроями здатними визначати радіопеленг. Таким чином, у конвої, пеленгація радіопрограми хоча б двома рознесеними приймачами дозволяє знайти підводні човни в атаці та контратакувати. Це особливо ефективно, коли мова йде про U-Boot, який слідкує за конвоєм, щоб зібрати до нього інші підводні човни, згідно з груповою тактикою. Змушений зануритися, він більше не може виконувати свою роль джерела інформації, це дає конвою можливість змінити маршрут, щоб уникнути запланованої засідки.
На практиці виявлення специфічного короткого кодованого повідомлення, чиї перші літери азбукою Морзе були «B», дозволяє навіть не розуміючи змісту повідомлення, знати, що U-Boot сигналізує про положення конвою, і це його перше тривожне сповіщення (наступні будуть довші, оскільки типова процедура передбачає додання інформації про кількість вантажних кораблів, розмір супроводу тощо).

##### Ультра
Назва «Ultra» позначає британську систему розшифровки німецьких шифрованих передач. Ця система та її успіхи самі по собі є таємними, оскільки їхні вороги не повинні підозрювати, що розшифровування, доступне для англійців, потім для американців, з якими вони співпрацюють. З іншого боку, радянським людям не довіряють, навіть якщо певна інформація передається їм офіційно, або їх шпигунами). Великі запобіжні заходи вживаються так, щоб Ultra не виступав як джерело інформації. Ця система залишатиметься секретною після війни і не була розкрита до 1974 року, коли полковник Ф. У. Вінтерботх опублікував свою роботу The Ultra Secret.
Центр розшифровки створюється в парку Блетчлі в Англії, підживлений усіма перехопленнями служби «Y», щоб «читати» німецькі шифри. Зокрема, за допомогою експлуатації електромеханічної машини прозваної «бомба», і, до кінця війни, завдяки першому комп'ютеру, Colossus. Інший центр буде впроваджений у США та інший в Канаді, в яких функціонують інші «бомби» все швидші і численніші: в кінці війни сотні «бомб» використовуються. Ці різні центри працюють разом і, як правило, отримують досить хороші результати. Усі його центри є ізольованими, і працівники ніколи не говорять про свою роботу.
Німецькі коди різноманітні, вони часто використовують (але не завжди) машини для шифрування Enigma, все більше вдосконалені. Математичною роботою, а також за допомогою захоплення обладнання та допитів ув'язнених союзники, з перервами, зможуть прочитати певні мережі. Інші чинять опір їх зусиллям.
Використовуються непрямі методи, такі як «садівництво» (gardening); Це питання про зашифровані повідомлення, створені німцями, вміст яких відомий, що розкриває їх код, і, таким чином, розкриває інші повідомлення раніше не розшифровані. Наприклад, надсилаючи літаки ставити міни на даному секторі, окупованого узбережжя, німецькі сповіщення небезпеки, порядку дії тральщикам мін, потім кінця їх операцій отримуються. Ці повідомлення однакові, але зашифровані різними шифрами та кодами (всі служби Kriegsmarine не були обладнані машинами Enigma, і навіть у цьому випадку можуть використовувати різні клавіші). Структура розшифрованих повідомлень (у цьому прикладі ручний код, призначений для службових суден портових областей, Werftschlüssel, який англійці розшифрували з березня 1941), дозволяє прочитати певні повідомлення Enigma · .
Розшифрована інформація передається підрозділам аналізу, таких як OIC du Cdr Winn,, що об'єднує зібрані розсіяні дані (повідомлення про французький опір, ідентифікація службии «Y», повідомлення про японського військово-морського аташе в Берліні, якого американці, зламали код, звіти про супроводження та патрульні літаки, повідомлення, розшифровані з BDU, Luftwaffe тощо) та надають їх командним структурам, насамперед WACC та його американському еквіваленту, OP-20-GI-2.
За допомогою цих даних командні центри можуть вести битву. Наприклад, 21 травня 1943 р. WACC розуміє, що конвой HX-239 перетне групу Меселя, якого Ultra виявило існування, а також позицію. Він відправляє конвою два послідовні накази про зміну курсу та зміцнення супроводу 4-го, EG, з чотирма есмінцями та авіаносцем Archer. 5 червня інші розшифрування показують, що німці відреагували на ці накази. OIC розуміє, що противник читає його коди. Тим часом конвой прибув недоторканим 28 травня в Ліверпуль.

#### Робота адміралтейства

##### Управління битвою
На початку конфлікту операції керуються з штабу району західного узбережжя (Western Approaches), у Плімуті. Швидко, завдання управління операціями в Атлантиці призведе до створення другого командування західного узбережжя у Ліверпулі. Цей штаб, Western Approaches Command Center (WACC), користується інформацією від OIC (Operational Intelligence Center), тобто центру, який централізує та аналізує всю інформацію, корисну для Королівського ВМС. Його серце-це зал операцій, де на величезній карті Північної Атлантики, на якій кожен конвой, кожна група ескорту літак, U-Boot представлена маркером, чий команди Wrensn оновлюють позицію.
Британське адміралтейство має відділ Naval Intelligence Division (NID), тобто його «2 -й офіс», щоб прийняти аналогію з подібною структурою французької армії. У гнізді NID, OIC, одним із компонентів якого є Submarine Tracking Room, тобто пошукова кімната підводних човнів; Вона централізує всю інформацію, доступну для U-Boote та їх розгортання. Ця інформація має різне походження↑  і тут аналізується для отримання корисної інформації та узагальнень, які передаються в різні командні центри. Вони інтегрують їх у процесі розробки наказів, відправлених кораблям.
Ефективність WACC буде підвищена за рахунок присутності на місці командування групи № 15 прибережних команд, що дозволяє кращу координацію повітряних дій з військово-морськими діями.
Подібні структури будуть створені з іншого боку Атлантики, як у Канаді, так і в США.

##### Збільшити ефективність екскортів
Британське адміралтейство вважає важливим навчання моряків, яке проводиться протягом тривалості бойових дій. На початку 1940 року навчальний центр для ескортерів, спільний для французьких та британських флотів, повинен бути створений в Лорієнті. Французький провал не дозволить встановити цей центр.
З липня 1940 р. база, HMS Western Isles була створена в Тоберморі, на острові Мулл. Під командуванням комодора Гілберта Стівенсона, відомого як прізвисько «Жах Тоберморі», нові екскортери та їхні екіпажі, перебувають під інтенсивною підготовкою і слугуватимуть моделлю для численних післявоєнних утворень.
Цей центр пропонував навчання, основні або модернізовані для всіх екіпажів, призначених для супроводу конвойів. Це також дозволило групам супроводу посилити свою згуртованість, щоб бути більш ефективними.
Основна підготовка, як правило, була два-три тижні, залежно від типу корабля та обладнання, яке потрібно реалізувати; близько двадцяти кораблів присутні одночасно. Основна ідея полягала в тому, щоб зосередитися на екстреній підготовці · . Кожне обладнання було предметом вправ, база мала, навіть, підводний човен, старий, але активний, щоб служити пластроном. У жовтні 1944 року через Тоберморі пройшло більше тисячі кораблів. Наприкінці навчання ескортер та його екіпаж були оголошені придатними; офіцери, що вважалися недостатніми, втрачали свої посади. Кораблі, які вважалися придатними, отримували завдання в групі супроводу.
Аналогічна школа була створена наприкінці 1942 року в Лондонберрі. Для задоволення потреб у грудні 1943 р. відкрита школа в Сторновеї, інша на Бермудських островах, для фрегатів побудованих поза Атлантикою.
Існувало навчання вдосконалення. Наприклад, база Лондонберрі, пропонувала засоби, включаючи копію інтер'єру U-Boot, щоб абордажні команди та команди взяття могли швидко знайти обладнання: коди або машини Enigma. Був також навчальний центр, щоб тренувати нічні поєдинки, NEAT (Night Escort Attack Teacher), радіолокаційні оператори або оператори HF/DF, щоб вдосконалити оператори ASDIC або команди бомбометів.
Створюються інші центри, такі як WATU (Western Approaches Training Unit) у Ліверпулі, звертаючись до командирів супроводу та супроводжуючих груп, щоб навчити їх реагувати на тактичні ситуації, які вони, можуть зустріти · . Ізольовані у невеликих ложах, зіткнувшись з моделями кораблів, розташованими на розграфленій на квадрати підлозі великої кімнати, представляючи конвой та його супровід, їм довелося заповнити формуляри повідомлень, щоб переписати накази, які вони хотіли дати у відповідь на ситуацію перед якою Їх поставили. Команди Wrens піклуються про переміщення моделей відповідно до еволюції бою. WATU також уявляє та викладає тактику для супроводжуючих груп, відомих під такими кодовими словами, як «малина» або «артишок» (деякі з них детально описані в статті). Ці тактики розроблені після аналізу звітів, написаних капітанами конвоїв, щоб виділити методи, які привілегійовані у U-Boote. Наприклад, тактика « Recherche Beta», вигадана, щоб напасти на U-Boot, який переслідує конвой, який, по правилам, надсилає щогодини, повідомлення, що починається з коду Морзе «B-bar». Тактика, яка виявляється плідною, тому що ніщо не вказує підводному човну, що він був помічений, і напад його застає зненацька. Перша практика цієї тактики топить U-Boot з першими бомбами.
У тому ж дусі, після приходу кожного конвою, супровід є предметом ретельного розбору польоту, щоб визначити різні епізоди подорожі. Це підкреслює тактику, яка використовується U-Bootе, для розробки тактики оборони та для постачання навчальних центрів у практичних питаннях.

##### Покращити техніки і процедури
На початку конфлікту низка британських вчених припускає, що застосування наукових методів може мати користь в аналізі військових ситуацій. На початку 1940 року Costal Command користується послугами наукового радника, відповідального за оцінку дії радіолокатора. На початку 1941 року черга Повітряної армії зробити те саме, а за ним влітку того самого року послідувало адміралтейство.
Встановлені на найвищому рівні військової ієрархії, секції оперативних досліджень (ORS) здатні мати значну інформацію, як якісно, так і кількісно. Що від них очікується, — це проаналізувати продуктивність зброї; Наприклад, сказати, що зброя А, яка, як очікується, буде вдвічі ефективною, ніж зброя В, і що звіти дають два успіхи для A проти чотирьох для B, чи можемо ми зробити висновок, що зброя А не дає очікуваних результатів? Наукове дослідження, що використовує, наприклад, рибне законодавство, може надати інформацію, необхідну Військовому керівництву.
Ось два приклади дії секцій ORS щодо Атлантичної битви, посилаючи читача до творів, наведених в бібліографії, для отримання більш детальної інформації. Перш за все, глибина, на якій повинна вибухнути глибинна бомба; по-друге, розмір конвоїв.
У 1941 році ефективність повітряних атак проти U-Bootе становила 2-3 %. У 1944 році вона збільшилася до 40 %, досягнувши 60 % в останні місяці війни. Основною зброєю літаків, що займаються боротьбою з субомаринами, була глибинна бомба. Їх скидали серіями на передбачуване місце розташування підводного човна, вони опускалися до обраної глибини, перед вибухом. Вони були небезпечними в радіусі кількох метрів. Результати досліджень ORS породжують звіт 142, який показує, що бомби детонують занадто глибоко, щоб бути ефективними. Подальші налаштування налаштовують їх спрацьовування на половині, або навіть третині попередньої глибини; Кількість затонулих U-Bootе швидко збільшується.
Таким же чином, дослідження ORS показують, що збільшення розміру конвоїв не потребує збільшення розміру супроводу в тих же пропорціях, що суперечить думці адміралтейства. Це призводить до формування конвоїв понад сто п'ятдесят вантажних кораблів замість тридцяти, які вважалися раніше розумними · .

#### Точки підтримки

##### Великобританія і Північна Ірландія
Основні основи для конвоїв та супроводу у Великобританії розташовані в гирлах Клайду, Грінока та Ліверпуля. Ще одна велика база знаходиться в Північній Ірландії, в Лондондеррі.
Більшість британських груп супроводу прикріплені до однієї чи іншої з цих баз. Конвої відправляються або прибувають з цих двох пунктів. Вони також можуть відправитися з декількох різних портів і зібратися на північ від Ірландії, перш ніж розпочати переїзд.

##### Ісландія
Під суверенітетом Данії, острів був захоплений британцями 10 травня 1940 року після падіння Датської держави. Вони встановлюють повітряну базу в Кефлавіку та військово-морську базу, яка, серед іншого, є вихідною точкою для конвоїв до Мурманська, в Хвальфйорору. Американці оселилися на острові в серпні 1941 року.
Ісландія є базою для літаків із великим радіусом дії В-24 (в основному), які пропонують прикриття для конвоїв посеред Атлантики.

##### Азорські острови
Ці острови знаходяться під сувернітетом Португалії, яка офіційно нейтральна під час конфлікту. Вони цікавлять союзників, оскільки їхня позиція дозволила б охопити частину «чорної діри», в якій конвої не можуть розраховувати на будь-яку повітряну допомогу. Переговори тривали з травня 1941 по жовтень 1943 року, дата, коли Португалія дозволяє, щоб аеродром був використаний, але лише англійцями. У липні 1944 року Португалія знімає свої застереження.

##### Америка
Спочатку є канадські бази, потім американські бази. Є також бази Карибського басейну.
З канадської сторони є бази в Ньюфаундленді та Галіфаксі.
З американської сторони бази використовувались для підтримки екскортерів та їх конвоїв, знаходяться в основному з Нью-Йорка до Галвестона. Вантажні кораблі збираються там, перш ніж вирушити на перетин Атлантики, до Тринідаду, Фрітауна чи Ліверпуля. Вони також використовують базу Аргентія в Ньюфаундленді, яка є однією із орендованих Великобританією в обмін на 50 колишніх есмінців.
У Карибському басейні вони також можуть використовувати британські бази, орендовані на 99 років, як на Бермудах, Ямайці чи Британській Гаяні.

##### Гібралтар
Гібралтар — місце збору для вантажних кораблів з Африканського узбережжя та Середземномор'я. Далі на південь, Фрітаун — це ще одна територія збору вантажних кораблів, які будуть йти на Британські острови. Конвой Гібралтару — це конвой, які називається «HG» або «XK»; конвої з Фрітауна кодуються «SL»

### Обмеження канадського флоту
Значна вага важила на молодий канадський флот. Британці часто не були ніжними з ним («Канадські корвети лише добре підбирають потерпілих у аварії …», — сказав англійський офіцер), зокрема у своїх рапортах про операції, де вони вказували на слабку компетентність канадських екіпажів · .
Серед військово-морських флотів союзників, канадський — найбільше розвинувся як в екіпажах, так і в кількості кораблів. Під час відкриття конфлікту він складається з 8 есмінців та 7000 чоловік. Тому він повинен почати з нічого, і це буде відчуватися на компетентності його моряків як деяких необережних виборів, що стосуються побудованих кораблів.
Навчального центру не було, і лише в 1943 році канадці могли отримати користь від британських навчальних центрів.
Необхідність пошуку моряків для озброєння нових канадських кораблів призвела до цікавих ситуацій. Досвідчений корабель, який повинен зазнати ремонту, ризикує вийти в море з екіпажем, що складається переважно з новачків, досвідчені моряки тим часом були призначені до нещодавно уповноважених кораблів.

## Зброя

### Німецька сторона

#### Торпеди
На початку конфлікту німці мають два типи торпед, G7а та G7е: перша працює на стисненому повітрі і може рухатися з максимальною швидкістю 44 вузли, переносить 300 кг вибухівки на 6 км; Друга має електричний привід і може нести на тридцять вузлів навантаження вибухівки на 5 км. Перевага другої полягає в тому, що вона не позначає свою траєкторію слідом із бульбашок. Друга перевага полягає в тому, що її простіше виробляти: 1255 годин роботи, проти 1707 годин.
У 1939 році Німеччина виробляла 70 торпед на місяць, 1000 на місяць з 1941 року, 1700 в 1943 році, 1400 у 1944 році.
Якість торпед була посередня. Наприклад, магнітний детонатор, як правило, спрацьовував занадто рано, введений в оману магнітними аномаліями або раптовими рухами торпед.
У 1943 році, помітивши, що протягом перших шести місяців попереднього року потрібно було 806 торпед, щоб потопити 404 вантажні кораблі, була прийнята в експлуатацію нова електрична торпеда «T3». У вересні 1943 року це була черга торпеди «T5». Остання була торпеда із пошуковою голівкою. Вона використовувала шум, створений гвинтами корабля, щоб досягти своєї цілі. Вона відома як Zaunköning («Roitelet») або, для союзників, GNAT (German Naval Acoustic Torpedo). Її швидкість — 25 вузлів, а її радіус дії 5,7 км: 640 з них буде вистрілено, для 58 ударів у ціль. Її ефективність була незаперечною: торпедований корабель, якщо не тонув, був, як правило, невідновлюваним.

#### Приманки
Німці розроблять кілька видів приманок, щоб ухилитися від атак або уникнути виявлення.
Bold або SBT (Submarine Bubble Target) для союзників —це капсула, що містить хімічну речовину, викинута U-Boot. Вона видає водневі бульбашки, створюючи таким чином сонарне ехо, на якому фокусується напад, поки підводний човен, з нижчим сонарним ехо, тікає. Капсула призначена для стабілізації на глибині приблизно тридцять метрів, а створене помилкове відлуння може залишатися активним протягом приблизно півгодини. Одним із недоліків Bold є те, що створене помилкове відлуння є статичним, тоді як відгомін підводного човна рухається. З цих причин німці розроблять Sieglinde, варіант попереднього, здатний створити хмару бульбашок капсулою, що рухається зі швидкістю близько 6 вузлів. Ще одна приманка, Зигмунд, з більш наступальним покликанням, здатна створити низку сильних вибухів, щоб оглушити операторів ASDIC · .
Щоб створити помилкові радіолокаційні відгомони, на поверхні U-Boot використовують афродіти (повітряні кулі) або пристрої тетіс (плаваючі). Вони мають хорошу ефективність, перш ніж союзники виявили їхнє існування.
Для того, щоб знизити ефективність ASDIC, німці також спробують гумові покриття на корпусі U-Boote, щоб полегшити реверберацію звукових хвиль. Без особливих успіхів, оскільки це занадто крихке покриття, як правило, «лущиться», що потім збільшило звуковий підпис підводного човна ·  · .

#### Міни
Використовувані міни є різних типів.
По-перше, є міни, що несуть спеціалізовані U-Boot. (Schaftminen або SM). Вони несуть 350 кг вибухових речовин.
Також є міни, які носять звичайні підводні човни. Міна TM (Torpedominen) запускається торпедною установкою Torpedo Launcher. Існують три моделі. Маючи від 215 кг до тонни вибухових речовин, вони падають на дно і спрацьовують магнітним або акустичним детонатором. Міна MT, зі свого боку, рухається, як торпеда; В кінці переміщення вона тоне і поводиться як класична міна. Нарешті, міна EMS (Einheitsmine Sehrohr Triebmine) — це похідна міна з 14 кг вибухових речовин і оснащена пристроєм, що викликає її потоплення, якщо вона не стикається з жодною ціллю після 72 годин

#### Локатори
- Гідрофони.

Це основний пристрій виявлення підводного човна на глибині. Німецькі гідрофони особливо ефективні і дозволяють виявити шуми гвинтів конвоїв або екскортерів на великих відстанях, більших за ефективну відстань ASDIC. Вони також дозволяють почути запуск підводних бомб, а отже, зробити укривальні маневри.
- Детектори радарів.

Починаючи з 1941 року, німці володіли радаром, знайденим на збитому бомбардувальнику. Вони вивчають метод виявлення, який використовується їхніми супротивниками, і придумують контрміру. Вона представляється у вигляді детектора, який можна встановити на рубку, як тільки U-Boot спливає (Métox). Розміщений на дерев'яній конструкції, у формі X, він виявляє радіолокаційні передачі на подвійній відстані від тієї, що дозволяє літаку отримати ехо від підводного човна. Виявлення призводить до того, що звук, передається радіооператору його навушниками. Пристрій повинен бути демонтований перш ніж підводний човен зануриться . Він ефективний, хоча охоплює лише частину радіолокаційних частот.

#### Шноркель
Шноркель —це пристрій, який дозволяє зануреній U-Boot використовувати дизельні двигуни, забезпечуючи вхід повітря та вихід вихлопних газів. Цей пристрій дозволяє уникати навігації по поверхні, щоб зарядити акумулятори: підводний човен робить це при зануренні.
Зі збільшенням повітряної загрози союзників шноркель підвищує безпеку німецьких підводних човнів, особливо під час їх транзиту між базами та позиціями, призначеними для ідентифікації конвоїв. Незважаючи на те, що він був винайдений голландцями в 1936 році і відомий німцям у 1940 році, U-Boot будуть ним пізно оснащені, наприкінці 1943 року. Перші пристрої були примітивними. Їх ємність всмоктування недостатня; внутрішня частина підводного човна забруднюється газами, що виділяються дизелями. Союзники впроваджують міліметрові радари, здатні виявити хвилі перископів та шноркелів.

### Сторона союзників

#### Детектування

##### Радари
Якщо на початку конфлікту радари досить грубі, вони значно розвинуться. Основна еволюція полягає в тому, щоб перейти від радарів з метричною довжиною хвиль до сантиметрових хвиль. Вони встановлені на кількох великих кораблях і не присутні на літаках.
У першому випадку корабель-носій не в змозі виявити U-Boot на поверхні; у другому випадку корабель здатний виявити підводний човен, або навіть слід від перископа.

##### Радари для екскортерів
Перші радари, встановлені на початку конфлікту, використовують метричні хвилі. Вони можуть виявити великі цілі, але не маленькі. Саме з таким типом радіолокатора крейсер HMS Sheffield виявляє Bismarck; Є поза його здатністю виявити рубку підводного човна.
Основним прогресом є введення в експлуатацію сантиметровихх радарів, таких як британський тип 271. Вони виявляють, на відстані, що рахується тисячами метрів, цілі, такі малі, як рятувальні каное, або рубку U-Boot. Перші випробування датуються 1941 року, їх узагальнення було проведено з 1943 року.

##### Радари для літаків
Одним і тим же типом сантиметрових радарів оснащують літаки спостереження. Вони виявляють U-Bootе, особливо вночі або в туманну погоду. Навіть якщо в короткому діапазоні відлуння втрачається у поверненні, вироблених морем, вони дозволяють дуже точні атаки.

##### ASDIC
Винайдений французом Полом Лангевіном, ASDIC — це пристрій, який надсилає звукову хвилю дуже високої частоти в заданому напрямку. Якщо ця звукова хвиля зустрічає ціль, вона відбивається, а випромінюючий корабель отримує звук у відповідь, який перекладається на звукову частоту чутну для людського вуха. Оператор може вивести відстань та положення ідентифікованого об'єкта.
Перший ASDIC, як і модель 144, розгорнута в 1941 році, дає відстань до цілі без її глибини. Наступні моделі, такі як 147, розгорнуті з 1943 року, надали ці параметри. Так що пусковий пристрій Squid («Calmar») автоматично регулює глибину вибуху зарядів, залежно від даних, переданих ASDIC.
На борту екскортерів ASDIC поміщається в куполі під кораблем. Він висувається, якщо корабель рухається зі швидкістю більше двадцяти вузлів. ASDIC стає непридатним, якщо корабель просувається зі швидкістю, що перевищує п'ятнадцять вузлів.
Сигнал переноситься на пост, розташований біля містка, де оператори ведуть чотирьохгодинне чергування. Якщо U-Boot визначена, інформація передається для здійснення нападу. На містку фрегата класу «River» офіцер відповідає за це завдання, ASCO (Anti-Submarine Control Officer). Часто, що звук ASDIC буде транслюватись гучномовцями супроводу, на містку, що дозволяє офіцерам оцінити ситуацію.
Пошук здійснюється стрибками 5°, здійснений вручну в перших версіях, потім автоматично. Коли відлуння помічено, розмір цілі та її переміщення визначаються послідовними ехо, отриманими при різному куті вручну. Потім це дослідження автоматизовано.
ASDIC має основний дефект у вузькому дослідницькому секторі; І ціль залишає фіксований дослідницький конус, коли ескортер наближається до нього менше трьохсот метрів.
Ескортер може лише основуватися на останньому відомому положенні цілі. Тобто, йому потрібно приїхати в потрібне положення, за час, протягом якого обережний U-Boot може рухатися близько сотень метрів, тим самим рятуючись від шестиметрової летальної зони, запущених глибоководних бомб.
У серпні 1943 року Королівський флот мав 2690 кораблів, оснащених ASDIC. Близько 70 екскортерів були оснащені з травня 1943 року за допомогою протичовнових морських мінометів, Squid (кальмар), який пропонує особливість бути дистанційно керованим безпосередньо від містка згідно з даними ASDIC, які передані йому · .

##### Радіопеленгаційне визначення місця знаходження (Huff-Duff)
З 1942 року екскортні кораблі отримали апарат зняття напрямку радіопередачі. Кілька кораблів, оснащених таким чином, можуть шляхом тріангуляції визначити положення передавача U-Boot, а потім напасти на підводний човен.
Серед кораблів першими обладнаними були рятувальні кораблі (Rescue ship). Їх положення в конвої весь час ззаду, виявлення є більш ефективним з іншими пеленгаціями з передньої частини конвою, більш віддаленими.
Обладнання використовує осцилограф, який відстежує передачу, навіть коротку. Однак німці вважають, що короткий сигнал не виявляється, оскільки використання пристрою вимагає ручного обертання антени, щоб визначити напрямок, коли випромінювання є найсильнішим.

##### Детектор магнітної аномалії
Один з нових засобів виявлення, впровадженого союзниками, заснований на магнітній аномалії, яка може бути індукована металевою масою, яку представляє занурений U-Boot, що літак може вимірювати.
Існує багато обмежень (висоту, яку слід поважати, жодних уламків чи ґрунту, які можуть обдурити відстеження). Кілька одиниць обладнані. Найбільш сприятливим сектором для цього виявлення є протока Гібралтару, місце нападу на U-boote, які прагнуть перейти до Середземномор'я.
Процедура передбачає пару PBY Catalinas, що летять по колах над найбільш сприятливим місцем для німецьких спроб переходу. Кожна морська точка пролітається кожні три хвилини. Підводний човен, що рухається при зануренні 4-5 вузлів, не може перетнути область, непоміченим. Коли щуп самописця відзначає аномалію, викидається порція диму. Якщо причина аномалії рухається, припускається, що це підводний човен. Його траєкторія оцінюється, і напад здійснюється або Catalinas за допомогою ретро-бомб, або супроводом, мобілізованим гідролітаками, які атакують бомбами.

##### Протичовнові міномети їжак і кальмар
Одне з обмежень ASDIC, втрата сигналу, коли винищувач наближається до цілі, дозволяючи йому маневр останнього моменту, який достатньо віддаляє низку бомб, яка буде в основі розвитку зброї, що кидає бомби перед кораблем полюючи на підводний човен.
Їжак (Hedgehog) — це пристрій, який надсилає на 30 метрів вперед 24 заряди — шість у чотири ряди — 28 кілограмів, включаючи половину TNT або Torpex. Заряди, які йдуть поспіль, розмежовують овальну ділянку навколо розрахункового положення підводного човна. Заряди вибухають лише при контакті, а це означає, що підводний човен дізнається про атаку лише тоді, коли один або кілька зарядів знищують його корпус. Постріл викликається офіцером містка. Він використовує складну формулу, яка поєднує пеленгацію ASDIC, час польоту бомб, вітру, швидкості супроводу тощо. Час перезарядки машини довгий; HMS Tavy стріляє 5 залпів за 90 хвилин, щоб потопити U-390, що вважається досягненням.
Calmar (кальмар) — варіант попереднього. Він представляє себе як міномет з потрійною трубкою, стріляючи заряди 175 кілограмів на сто метрів. Попередні снаряди вибухають на глибині, з коригуванням, що надається ASDIC.

##### Міни і торпеди
- Торпеди: приклад FIDO.

Наприкінці 1941 року американці розпочали дослідження самокерованих торпед. Це дасть повітряну торпеду, яку називають FIDO, але частіше приховану за терміном міна «Mk 24».
Особливості: Два метри завдовжки і трохи перевищує вагу 300 кг, вона працює від електродвигуна, що працює від акумулятора, надаючи їй десятихвилинну автономію на дистанції 3,7 км.
Реалізація: Вона буде реалізована незадовго до того, як німці почали розгортати власну акустичну торпеду.
Скинута літаком, який повинен суворо дотримуватися висоти, і накладеної швидкості, вона починає з проведення кругового пошуку, використовуючи 2 пари гідрофонів (високо-низько та право-ліво). Коли вона помітила шум гвинта підводного човна, вона прямує на нього, інтенсивність звуку, отриманого кожним гідрофоном, перетворюється на дії її рулів.
Її швидкість, 12 вузлів, дозволяє їй атакувати занурену U-Boot, але не U-Boot на поверхні. Також вона не може досягти надмірно глибокої цілі.
Результати: Перший успіх FIDO відбувся 14 травня 1943 року з знищенням U-640 чи 17 травня 1943 року з знищенням U-657 (питання досі не вирішено).
Під час конфлікту буде запущено 264 цих пристроїв, 37 підводних човнів будуть затоплені та 18 пошкоджені. Коефіцієнт успішності цієї зброї вважається значно вищим, ніж глибоководних бомб (22 % проти 9 %).
- Міни

Союзники чудово використають міни. Спочатку щоб «замкнути» Північне море. На англійському каналі будуть мінні кордони, змушуючи U-Boote спробувати свою удачу на півночі. Там будуть встановлені інші мінні поля, але «сади троянд», щоб використати ім'я, яке дають німці, потоплять лише одне судно.
Балтика буде настільки ж рясно замінованою, як для того, щоб блокувати вихід з портів, де будуються U-Bootе, так і для ділянок вправ. Ці дамби будуть більш ефективними.
Нарешті, узбережжя Атлантики та оточення підводних баз також стануть предметом інтенсивного мінування, що робить більш небезпечним, незважаючи на драгування, транзит U-Bootе

##### Атакувальний нічний прожектор Leigh
Після виявлення радіолокатором повітряна атака може проводитись лише з хорошою видимістю. Щоб дозволити нічні атаки, під час періоду, протягом якого U-Bootе пливуть на поверхню, щоб зарядити акумулятори, буде встановлений потужний проектор. Він носить ім'я свого винахідника, командира крила Хамфрі Верда Лега.
Це дуговий прожектор діаметром 61 см, з інтенсивністю 22 мільйони кандел.
Він вмикається автоматично приблизно за тисячу метрів від цілі. Потім підводний човен має півдесятка секунд, щоб реагувати, перш ніж літак запустить свої бомби.
Є два типи. Або висувна вентральна башточка, яку обладнано Wellington, або Liberator ; Або гондола, розміщена під крилом, для Catalinas або Liberators.
Перша перемога, пов'язана з використанням цього прожектора, датується 5 липня 1942 року, де Веллінгтон топить з U-502 у Гасконській затоці.

##### Спеціальні ракети та гармати
- Ракети.

Ракети використовуються проти німецьких бронетанкових транспортних засобів, а також проти U-Bootе. Тактика спрямована на точку перед ціллю. Ракети, стріляють парами, занурюються у воду, і їх форма повертає їх на поверхню, щоб вдарити, і пробити, занурену частину корпусу U-Boot.
Літак їх має від 6 до 10, під крилами.
- Протитанкові гармати.

Це 57 мм гармата, виготовлена Molins з автоматичним живленням близько двадцяти снарядів, і які будуть підняті на Mosquitos, що називаються «Tsé-Tse», з 618-ї ескадри. Вони будуть використані в Гасконьській затоці і серйозно пошкодять кілька U-Boote.
- Ретро-бомби.

Їх використовують PBY Catalinas, оснащені MAD. Цей пристрій, що дозволяє розпізнати U-Boot, коли він перелітається, бомби, схожі на снаряди Hedgehog, відправляються назад і утворюють три лінії з 8 або 10 снарядів, призначені для того, щоб вибухнути при контакті. Швидкість, надана цим снарядам, дозволяє скасувати швидкість літака, забезпечуючи падіння снарядів у самому місці виявлення.
Літаки мають 24 — 30 цих бомб під крилами.

#### Захист
- Шумовики

Поява німецьких акустичних торпед призведе до швидкого створення відповідних контрзаходів, більш ефективних, ніж прості кулемети у воді або кидання бомб, щоб шуміти. З'являться різні моделі шумовиків. Всі вони тягнуться супроводом, і шум, який вони генерують, відволікає торпеду від своєї цілі, гвинтів. Перші моделі складаються з простих шматочків металевого шланга, які стикаються. Вони потребують, щоб супровів зменшив його швидкість, щоб правильно керувати шумовиком. Роблячи це, це зменшує шум, виданий гвинтами, що достатньо, щоб приховати торпеду.
Британці будуть реалізувати «Foxer». Він прикріплений до паравана з кожної сторони екскортера. Максимальна швидкість потім обмежена п'ятнадцятьма вузлами, трубки не протистоять довго, і його реалізація займає майже тридцять хвилин. Інші типи шумовиків будуть використовуватися, канадські моделі є найвідомішими. Названі «CAT», вони також складаються з металевих труб, що стикаються, але система легша у використанні, ніж «Foxer», більш стійка.
Сполучені Штати також використовуватимуть той самий види шумовиків («FXR»). Наприкінці конфлікту вони спробують детонуючі патрони, які повинні заглушити детектори торпед↑ .
- Камуфляж

Оперативні дослідницькі групи (ORS), запрошені зайнятися вдосконаленням процедур атаки U-Boote літаками, вивчити камуфляж підводних човнів. Адміралтейство вирішило, що пристрій менше виднітиметься на темному небі, пофарбований у темний колір; вибрано чорний. Дослідження ORS, навпаки, робить висновок, що літак, пофарбований у світлі кольори, ідентифікується пізніше, ніж темний літак. Таким чином, літаки змінюють колір, набираючи кілька десятків секунд у своїй атаці та збільшуючи шанси на точне бомбардування цілі, перш ніж вона змогла досягти достатньої глибини · .
Щоб замаскувати присутність конвою, використовують техніку від'єднання екскортера, з місією запустити легкі ракети або навіть підводні бомби для того, щоб привабити підводні човни до передбачуваного розташування атакованого конвою.

## Тактика

### Конвої
На відміну від Першої світової війни інтерес до навігації в захищених конвоях встановлюється з початку воєнних дій.

#### Загальна організація
- Концентрація вантажних кораблів.

Порти концентрації визначені. Це випадок Нью-Йорка, Галіфаксу чи Аргентії. Саме з цих портів конвой буде організований і розпочне його перетин. Вантажні кораблі бувають усіх походжень і досягають, самостійно або в групах, порту концентрації.
Карта навпроти ілюструє дві основні дороги, якими користуються трансатлантичні конвої, Нью-Йорк та Ліверпуль, з одного боку, та Фрітаун — Ліверпуль, з іншого. Він повинен бути завершений Південною дорогою, між Норфолком та Гібралтаром.
- Частота конвоїв

Конвої регулярно відправляються з однієї або з іншої сторони Атлантики. Якщо частота змінюється протягом усього бою, можна базуватися на повільному конвою на тиждень і швидкому конвої кожні 4 дні.
Наслідком цього є те, що в будь-який час в морі є від 6 до 8 різних конвоїв. До яких необхідно поставити супровод, покриття повітря та інформацію, щоб уникнути U-Bootе.
- Спеціальні конвої

Епізодично будуть організовані спеціальні конвою. Це буде, наприклад, випадок нафтових конвоїв після операції Torch, призначені для Північної Африки.
Це також буде, як правило, транспортування військ. Перетворені пасажирські судна, вони мають досить високу швидкість, щоб уникнути бути в невигідному положенні з нижчою швидкістю вантажних кораблів у звичайному конвої. Втрата лише одного з цього транспорту (найбільші пасажирські судна транспортують еквівалент піхотної дивізії в одній поїздці), яка вважається занадто серйозною, вони подорожують поодинці або, зокрема, в особливих конвоях.

##### Організація конвою
Конвой знаходиться у вигляді кораблів, що плавають у колонах, у вигляді великого прямокутника передня частина якого набагато більша, ніж глибина. Він групує середню кількість 35 кораблів, навіть якщо це число може підніматися до 191.
Оперативні дослідження підкреслили, що найкращі позиції атаки для U-boote були з боків, тому було краще, щоб вони були максимально маленькими. Таким чином, конвой представляє велику кількість колон, наприклад, дванадцять, кожна з яких має лише чотири-п'ять кораблів, пропонуючи цю форму дуже широкого прямокутника у напрямку навігації.
Швидкість конвою визначається швидкістю найповільнішого корабля. З цієї причини планується кілька видів конвоїв. «Швидкі» конвої включають кораблі, максимальна швидкість яких перевищує сім з половиною вузлів. Повільний конвой включає кораблі, швидкість яких нижча за цю межу. Вважається, що кораблі, швидкість яких перевищує п'ятнадцять вузлів, можуть плавати поодинці, ризик перехоплення підводним човном максимальна швидкість якого сімнадцять вузлів є низькою. Код, виділений на кожен конвой, дає змогу розрізнити різні типи.
Кожна колона віддалена на три кабельтови вдень і п'ять вночі. У кожній колоні вантажні кораблі розміщується на відстані три-чотири кабельтови · .
Для союзників конвой позначається кодами у вигляді букв, що вказує на порт відправлення та порт прибуття, а потім серійний номер. Таким чином, конвой HX-145, 83 кораблі, «швидкий конвой», відправляється з Галіфаксу 16 серпня 1941 року, до Британських островів, яких він досяг 31-го того ж місяця, без втрат. Конвой SC-117-це «повільний конвой», який залишив Нью-Йорк 12 січня 1943 року з 21 вантажним кораблем; Він прибув 3 лютого в Ліверпуль, неушкоджений. Конвой ONS-5 — це «повільний конвой», який відправляється з Ліверпуля 21 квітня 1943 року з 42 вантажними кораблями; 12 травня він прибув у Галіфакс, втративши 11 своїх кораблів.

#### Екскорт конвою
Якщо спочатку супровід надається за допомогою наявних кораблів, створення стабільних груп супроводу швидко буде привілейованим. Протягом усієї битви побачать спеціалізацію груп супроводу. Поруч із групами, які безпосередньо супроводжують конвої, інші будуть служити точковими підкріпленнями, або будуть використовуватися як мисливські групи на передбачуваних місцях концентрації U-Boote.
Теоретично група складається з ескадренного міноносця, який забезпечує командування та кількох корветів. На практиці формування будуть досить різноманітними, наприклад, 3 есмінці та 7 корветів. Крім того, можна знайти озброєні траулери, рятувальний корабель. Коли кількість наявних супроводів більша, групи будуть інтегрувати фрегат та/або ескортні есмінці. Деякі групи будуть пов'язані з ескортним авіаносцем.
Групи супроводу позначаються по-різному. Позначення будуть змінюватися протягом усієї битви. Спочатку групи супроводу пронумеровані послідовно. На другому етапі вони є пронумеровані буквою та числом. Буква дозволяє визначити національність групи, число — це порядковий номер. Британці вишикуватимуть групи B1 до B7, канадці, С1 до С5. Для американців, від A1 до A5. Окрім цих груп, і з 1943 р. з'являються групи підтримки, роль яких тимчасово зміцнити супроводження конвою під загрозою. Вони також просто позначаються числом (наприклад, Cdt Walker знаходиться на чолі 2-ї групи супроводу).
Групи супроводу складаються, на початку, з трьох-чотирьох екскортних кораблів, а потім, як правило, будуть від п'яти до восьми кораблів, есмінців, корветів або фрегатів. Наприклад, конвой ONS-5, 42 вантажні кораблі, відправляється з Ліверпуля 21 квітня 1943 року та прямує до Галіфаксу. Його супроводжує група «B7», Пітера Греттона. Ця група включає два есмінці, фрегат, чотири корвети та два озброєні траулери. Під час перетину він буде підкріплений 3-ю екскортною групою (п'ять есмінців), потім 1-ю групою супроводу (один куттер USCG, три фрегати та малий сторожовий корабель). Цей конвой, який розглядався позначенням переломного моменту в битві за Атлантику, втратив одинадцять вантажівних кораблів, але потопив шість U-Bootе перед прибуттям, 12 травня, до місця свого призначення.
Перевага наявності груп супроводу зі стабільним складом полягає в тому, що ці кораблі здобудуть звичку працювати разом і розвинуть необхідне вміння, щоб бути ефективним захистом конвоїв, які їм довіряють. Контрприклад — це конвой SL87, який залишає Фрітаун 14 вересня 1941 року прямує до Ліверпуля. Він захищений 4 кораблями супроводу, новачками та які не звикли працювати разом. Конвой з 11 вантажних суден втратить 7. Іноді 3 з 4 кораблів супроводу будуть зайняті рятуванням людей, що зазнали аварії, залишаючи всю свободу чотирьом U-Bootе, які атакують конвой.
Група ескорту працює відповідно до звичайного циклу тридцять три дні. Ескорт конвою з Британських островів, тривалість: дев'ять з половиною днів; шість днів зупинки в Ньюфаундленді; супроводження конвою до Британських островів, тривалість: дев'ять з половиною днів; нарешті, вісім днів реставрації на їхній британській базі. Наприклад, ось програма ескортної групи «C3», канадської, між квітнем 1942 р. та травнем 1943 р. Вона захищає наступні конвої: ON-93, HX-191, ONS-104, SC-90, ON-115, потім HX-202 з ON-121N 46, SC-98, ON-131, HX210, ON141, SC109, ONS-152, HX-221 (січень 1943), ONS-163, HX-226, ON-172, SC-124, ON-180 et HX-238. З цих конвоїв SC-10 втрачає одне вантажне судно, ON-15 два вантажні судна, інші не мають втрат.

##### Тактика проти підводних човнів
Якщо на початку конфлікту тактика є досить емпіричною, групи супроводу швидко розвивають тактику атак, які є особистими. Таким чином, група капітана Уокера розробляє і використовує тактику «золотої кнопки». Ця тактика реалізується, якщо командир супроводу надсилає ключове слово «золота кнопка» (Buttercup). У той час кожен екскортний корабель відривається від конвою, стріляючи освітлювальні ракети, щоб знайти U-boot на поверхні або змусити його пірнати, який потім можна виявити за допомогою ASDIC. Через двадцять хвилин, якщо не було виявлено U-Boot, екскортні кораблі відновлюють свою позицію. Ця тактика дозволила Уокеру знищити два U-Bootе під час подорожі конвою HX-76. Потім його беруть на себе і навчають у антисубмаринної боротьби у школі Західного узбережжя (WATU). Створення цього навчального центру для супроводу екіпажів призводить до визначення стандартних процедур, які викладаються всім морякам екскортних кораблів учасників. Вони, як правило, позначаються під кодовими словами фруктів чи овочів, але є й інші, як «крок вбік» (Stepaside) або «бета-дослідження» (Beta Search). Стандартне навчання, як правило, триває тиждень, чергуючи практичні курси та вправи у вигляді ситуацій за допомогою воєнних ігор.
- Тактика «Малина» (Raspberry[N 14]).

Raspberry спрацьовує, коли SOE оцінює, що U-Boot щойно розпочав атаку, розміщуючись посеред конвою (улюблений метод Отто Крецшмера). Наказ дається радіо, «Малина» або запуск двох білих ракет. Після отримання цього наказу екскортні кораблі, розміщені з боків конвою, розвертаються і дістаються задньої частини конвою. Там, вони проводять пошук ASDIC, повертаючись до передньої частини конвою. Таким чином, у них є хороші шанси виявити U-Boot, який занурився і віддалився від конвою. Якщо кілька U-Bootе відслідковуються, може бути замовлена «напівмалина», залишаючи екскортні кораблі з боків конвою.
- Нижче деяка додаткова інформація про інші тактики серед реалізованих: Artichoke («Артишок»)-це ще одна відповідь на присутність U-Boot, що щойно почала стріляти з внутрішньої сторони конвою. У цьому випадку екскортні кораблі дістаються передньої частини конвою, а потім обертаються і починають дослідження з ASDIC, проходячи між вантажними колонами. У той же час, екскортний корабель ззаду конвою дістається положення торпедованого вантажного корабля, також проводячи дослідження ASDIC. Коли екскортні кораблі дісталися задньої частини конвою, вони знову повертають, щоб провести пошук, як у «Raspberry».

Pineapple («Ананас»)-це тактика, що реалізується, коли U-Boot переслідує конвой, перед ним (визначення місця розташування, яке здійснює супровід або на повідомлення Адміралтейства). Після отримання наказу екскортні кораблі знаходяться на повній швидкості (тому не маючи можливості використовувати їх ASDIC) на передній частині конвою, стріляючи освітлювальні ракети. Таким чином, більш ніж ймовірно, що U-Boot вирішує зануритися. Через п'ятнадцять хвилин супровід розвертається і повертається до конвою зі швидкістю, що дозволяє використовувати ASDIC.
- На відміну від інших тактик, визначених WATU, «повзуча атака» (creeping attack) була розроблена командиром Уокером. Однак вона було прийнято всіма групами супроводу в 1944 році. Вона використовує два екскортні кораблі. Перший тримається подалі від виявленого підводного човна (він не вважається загрозою для екскортного корабля, хоча ехо ASDIC показує, що він його виявив). Другий екскортний корабель рухається з низькою швидкістю, так що підводний човен не виявляє його; він керується першим екскортним кораблем, і він вказує йому, на якій глибині треба відрегулювати вибух бомби, а потім коли треба випустити низку бомб. Ця тактика є дуже ефективною, але вимагає використовувати супровід достатньо розвинутий, щоб мати можливість одночасно звільнити два екскортні кораблі, в той самий час коли вони беруть на себе нейтралізацію підводного човна.

##### Тактики проти літаків
У цій ситуації призначені екскортні кораблі наближаються до конвою, в основному, у кожному куті прямокутника, утвореного вантажними кораблями конвою.
Коли конвой включає екскортні кораблі, що спеціалізуються на DCA (як конвой PQ 17), вони розміщуються посередині та між двома бічними колонами;
Коли конвой включає в себе CAM-ship, він розташований позаду однієї з центральних колон.

##### Тактики літаків антисубмаринної боротьби
Як і тактики, розроблені для супроводжуючих суден, стандартні тактики будуть виявлені для сприяння дії літаків, надісланих для захисту конвою.
Кожна тактика, розроблена і повинна застосовуватися повітряним супроводом, має особливу назву. Для англійців та канадців це назви рептилій, такі як гадюка, мамба, крокодил. Американці використовують власні тактики. Більш жорсткі, вони визначені буквами, як Jig, King, Love, з урахуванням різних елементів, таких як швидкість конвою↑ .
Це використання попередньо встановлених тактик дозволяє покращити координацію між супроводжуючими кораблями та літаками. Таким чином, SOEN 50 зможе подати запит на «пошук Cobra 10» (cobra search 10), що означатиме «оточити конвой на відстані десяти морських миль»; ця тактика планується на денне спостереження, коли наявність U-Bootе, ймовірна, але ще ніхто не був виявлений.
Якщо виявлено U-Boot, наприклад, за допомогою радіолокації, SOEN 50 потребує «пітона». Наприклад, він звертається таким повідомленням до літака: «290 пітон 7», яке перекладається: «Підводний човен, виявлений у напрямку 290, на відстані семи морських миль», що вказує літаку положення його цілі. Якщо відстань не вдалося визначити з достатньою точністю, SOEN 50 використовує тактику «мамба» (повідомлення: «290 мамба»; літак потім проводить пошук на тридцять морських миль і повернеться (відстань зафіксовано один раз для всіх), на курс 290).

### Група
Думка про те, що групова атака підводних човнів є більш ефективною, ніж ізольована атака, дуже стара. Вона змушує до концентрації, яку технічний стан не дозволяв. Під час Першої світової війни німці придумали позначення командного підводного човна, який міг керувати атаками інших підводних човнів. Ця ідея не була реалізована.
У 1935 році опис тактики групового нападу (Gruppentaktik) присутній в «Керівництві командира підводного човна». Він розроблений і сформульований Карлом Деніцом і готовий до використання з початку конфлікту.
Принцип полягає у встановленні ліній підводних човнів через передбачувані маршрути конвою. З відстанню приблизно в двадцять морських миль між підводними човнами конвой теоретично має невеликі шанси уникнути виявлення. Коли його помічають, за ним слідує підводний човен, який по радіо попереджає інші підводні човни, щоб вони досягли на максимальній швидкості (тобто на поверхні) передбаченої позиції, щоб атакувати кількома й обійти ескорт.
Організація цих груп передбачає, перш за все, наявність достатньої кількості підводних човнів; тоді це залежить від розвідки, щоб знати, де встановити лінії; нарешті, це залежить від швидкості, з якою група може зосередитися на своїй цілі.
Кількість доступних підводних човнів збільшується з часом (серед кількості одиниць у морі ми повинні рахувати ті, які прямують до сектора, де їм доведеться діяти, і ті, які повертаються, з певної причини, до своїх баз). Інформацію надає, з одного боку, B-Dienst, який здатний розшифрувати частину британських повідомлень, і, з іншого боку, Fw200 Condors, які спостерігають за територіями. Перегрупування підводних човнів у місці, де помічено колону, займає близько двадцяти годин, згідно з підрахунками підрозділів «оперативних пошуків» союзників.
Слабке місце Rudeltaktik («зграйної тактики», вовча зграя для англійців) полягає в радіозв'язку. Кожен з них можна ідентифікувати, і за допомогою тріангуляції можна визначити положення передавача. Доктрина Деніца вимагає, щоб підводний човен, який виявив конвой, негайно надсилав повідомлення, а потім щогодини. Союзники за допомогою радіопеленгації за допомогою Huff-Duff здатні швидко знайти підводний човен, що передав, і знищити його, або змусити зануритися.

#### Тактики атаки
Немає координації між підводними човнами. Вони збираються у вказаному місці на основі радіопередач підводного човна, що слідує за конвоєм. Кожен атакує окремо відповідно до своєї позиції.
Через форму конвоїв фланговий удар на практиці не дуже ефективний. Отто Кречмер, один з найкращих німецьких полководців, успішно використав таку тактику. Він стає в тил конвою, а потім наздоганяє конвой на поверхні. Опинившись в середині конвою, він випускає торпеди і занурюється. Потім він дозволяє конвою наздогнати себе, перш ніж знову розпочати атаку.
Інша тактика полягає в тому, щоб субмарина розташувалася попереду конвою. Потім вона занурюється і дозволяє конвою наздогнати себе. Потім вона запускає свої торпеди і дозволяє конвою наздогнати себе, перш ніж продовжити атаку.

##### Тактики захисту
Підводний човен може скористатися шумом, який створюється гвинтами конвою, щоб уникнути екскортних кораблів.
Він також може використовувати приманки, як Bold, але, перш за все, скористатися великою вадою ASDIC кораблів супроводу. Коли він наближається до цілі менше ніж на сто метрів, ехо більше не можна використовувати. Потім підводний човен може скористатися цим, щоб змінити напрямок і уникнути атаки.

### Групи переслідування, Hunter-Killers
Ця тактика буде впроваджена американцями та координована Десятим флотом Сполучених Штатів під час його створення в травні 1943 року. На відміну від англійців, які вважають, що для захисту розшифровок Ультра потрібно не висвітлювати присутність сил союзників на виявлених позиціях підводних човнів, американці вважають, що запуск мисливських груп для зведення рахунків із виявленими підводними човнами вартий ризику.
Ці групи, які отримали прізвисько Hunter-Killers (буквально: «мисливці-вбивці»), організовані навколо ескортного авіаносця та кількох есмінців, відповідальних за його захист, а також атаки на підводні човни, які будуть помічені. Вони були реалізовані влітку 1943 року, коли Деніц наказав своїм кораблям залишити Північну Атлантику.
Ці групи, які виїжджають зі Сполучених Штатів чи Північної Африки, отримують територію для спостереження. Там вони можуть вільно організовувати своє полювання, яке може або тимчасово підсилити ескорт конвою, якому загрожує загроза, охоплюючи великий простір своїми літаками, або курсувати у водах, де є підозра на присутність зграї.
Повітряні патрулі, як правило, парні, винищувач і бомбардувальник. Наприклад, винищувач Grumman F4F Wildcat і TBF Avenger. Коли підводний човен помічено, вогнева міць винищувача дозволяє бомбардувальнику точно скинути свої бомби або торпеду FIDO.
За три місяці 1943 р. дії цих груп дали змогу відповісти на торпедування одного корабля знищенням близько п'ятнадцяти підводних човнів. Це також дозволить порушити систему постачання на морі, яка мала дозволити нацистським підводним човнам атакувати перевозки у більш віддалених районах, таких як Індійський океан.

## Періоди Битви за Атлантику

### Перший період німецьких «щасливих часів»
Битва за Атлантику почалася у вересні 1939 року. Для франко-англійців блокада морських перевезень була частиною стратегії виснаження, яка мала змусити Німеччину поступитися. У той самий час, коли їхні кораблі контролювали моря, вони закладали міни на стратегічних для Німеччини маршрутах, таких як узбережжя Норвегії. Німці відповіли контрблокадою, де підводна війна відіграє важливу роль, як під час Першої світової війни.
На початку військових дій німці мали загалом 57 підводних човнів, у тому числі 18 в Атлантиці.
У жовтні Гюнтер Прін торпедував і потопив лінкор «Роял Оук» на британській військово-морській базі Скапа-Флоу.
Потопивши кілька вантажних кораблів, німецький кишеньковий лінкор «Адмірал Граф фон Шпее» був пошкоджений 13 грудня під час битви на Ріо-де-ла-Плата. Через кілька днів він був затоплений у затоці Монтевідео.
З червня 1940 року німці були господарями атлантичного узбережжя європейського континенту. Цей місяць став новим рекордом для Німеччини, яка знищила 585 000 тонн торгових кораблів союзників.
У липні, після вторгнення у Францію, підводні човни були розміщені в Бресті, Ла-Рошелі, Лор'яні та Сен-Назері для прямого доступу до Атлантики. Станом на цей місяць Німеччина знає, куди веде симпатія Сполучених Штатів; Президент Рузвельт оголосив, що він допоможе Англії в рамках нейтралітету. Однак до вступу Сполучених Штатів у війну Німеччина намагалася уникати будь-яких провокацій на морі, поважаючи, зокрема, американську зону нейтралітету, що охоплює північно-західну половину Атлантичного океану.
2 вересня 1940 року угода між Сполученими Штатами та Англією дозволяла останнім отримати 50 старих есмінців у позику в обмін на позику на 99 років баз у Ньюфаундленді, на той час британській колонії.
У жовтні Карл Деніц визначив тактику нападу на конвої «зграями» підводних човнів.
З лютого 1941 року США створили Атлантичний флот. Наступного місяця набув чинності закон про ленд-ліз. Військово-морський супровід організований і отримує користь від впровадження радара. Це означає кінець першого періоду «щасливих часів» підводних човнів.
У квітні Німеччина знищила 688 000 тонн торгових кораблів союзників. Це новий рекорд.

### Перші невдачі
У травні 1941 року німецький лінкор «Бісмарк» потопив HMS Hood під час його першого виходу, перш ніж затонути через три дні приблизно в 650 км на захід від Бреста.
8 травня U-110 атакувала HX-123; ескорт змушує його вийти на поверхню та захоплює його, захопивши коди та машину Enigma, яка дозволить союзникам читати німецькі повідомлення до червня та допоможе їм зламати ключі до кодів протягом наступних місяців. 7 травня німецький метеорологічний корабель був захоплений біля острова Ян-Маєн і надав інші елементи для зламу німецьких кодів.
У червні було прийнято рішення супроводжувати конвої протягом усього шляху. Подорож розбита на чотири етапи. На першому етапі конвой збирається до точки під назвою WESTOMP або EASTOMP, де їх підтримує група супроводу. Звідти колона досягає точки MOMP, приблизно на південь від Ісландії, де відбувається зміна ескорту. Його підтримує група супроводу конвою, який прямує в іншому напрямку і таким чином повертається в порт приписки. Положення точок WESTOMP, EASTOMP і MOMP змінюється з часом.
Усі кораблі будь-якої національності могли приєднатися до цих конвоїв: інциденти стали неминучими. Так, у жовтні 1941 року есмінець USS Kearny був торпедований, а «Рубен Джеймс» затонув майже з усім своїм екіпажем.
З вересня покращується повітряне прикриття колон, але охороняється лише частина маршруту колони, решта здійснюється без повітряної охорони.

### З грудня 1941 по червень 1942: другий період німецьких «щасливих часів»
Вступ до війни США після нападу на Перл-Харбор у грудні 1941 року значно змінив ситуацію в театрі операцій Атлантики. Британці та американці погоджуються надати пріоритет знищенню Німеччини. Лише після цього вони звернуться проти Японії. Північна Атлантична дорога повинна бути збережена за будь-яку ціну. Президент Рузвельт нав'язує цей пріоритет ВМС та Мак-Артуру, які хотіли віддати перевагу Тихому океану. Для Деніца дорога Північної Атлантики повинна бути відрізана для союзників, навіть якщо Німеччина втратить всі свої підводні човни. Починається інтенсивна боротьба.
Зона операцій U-Boote розширюється до всього Атлантичного океану, відкриваючи другий так званий щасливий період для німецьких підводних човнів.
У січні 1942 року U-boote спричинили спустошення вздовж американського узбережжя. Незважаючи на збільшення союзних втрат, американські ВМС не створюють систему конвоїв, вважаючи за краще використовувати поверхневі сили для патрулювання вздовж навігаційних доріг. Жоден U-Boot не був потоплений американцями до квітня, тоді як в той же час більше двох сотень торгових кораблів буде відправлено на дно.
У січні Королівський військово-морський флот заснував антисубмаринну тактичну школу в Ліверпулі. Моряки навчаються бойових тактик проти німецьких підводних човнів.
У лютому додавання роторів на машинах Enigma призводить до переривання розшифровки радіопередач. Таким чином, березень є новим рекордом для Німеччини з 834 000 тонн потоплених кораблів торгового флоту союзників.
Однак Гітлер не скористається своєю перевагою, змушуючи адмірала Деніца утримувати багато підводних човнів у Норвегії та в Середземному морі. Крім того, з 1942 р. союзники почали оснащувати екскортні кораблі конвоїв детектором радіопеленгації, винаходом француза Моріса Делорена, який відправився з цієї причини в США, що дозволяє виявити радіосигнали, навіть дуже короткі, видані німецькими підводними човнами і локалізувати їх.

### З червня 1942 по січень 1943: до перемоги нацистів?
У травні 1942 року в Канаді почалася «Битва Святого Лаврентія», у якій німецькі підводні човни зіткнулися з Королівським канадським флотом і союзниками в затоці Святого Лаврентія, важливій транзитній зоні та пункті відправлення численних конвоїв.
Американці, нарешті, створили систему конвоїв уздовж свого Атлантичного узбережжя, за прикладом конвоїв до Великобританії. Потім підводні човни повернулися в інші сектори (Мексиканську затоку та Карибське море, що призвело до битви за Карибське море), де кораблі не були добре захищені. З червня ця система набуде широкого поширення по всій Атлантиці.
Постійно шукаючи слабке місце, підводні човни повертаються у відкриту Атлантику, де конвої позбавлені захисту з повітря. Союзники, зі свого боку, все ще не могли розшифрувати коди, які використовували підводні човни.
У жовтні 1942 року Ультра знову вдалося розшифрувати радіозв'язок підводних човнів. Незважаючи на втрати, Німеччині вдалося знищити 800 000 тонн торгових кораблів союзників у листопаді 1942 року. Це був найефективніший місяць усієї війни для підводних човнів. На цій стадії війни вони топили кораблі швидше, ніж союзники могли їх будувати, незважаючи на високий рівень виробництва кораблів «Ліберті». Розрив ліній постачання Великобританії (і, отже, її поразка) є вірогідною перспективою, якщо зберегти цей темп руйнування.
У січні 1943 року Деніца призначили головою Kriegsmarine. Підводна війна стає пріоритетом.

### 1943: поворот у битві

#### З січня по квітень 1943
У березні повітряне прикриття американо-британських конвоїв стало безперервним завдяки використанню чотиримоторних далекобійних Liberator, що вирушили з Англії, і початку участі кількох ескортних авіаносців в Атлантиці. Крім того, це покриття стає більш ефективним завдяки додаванню нового сантиметрового радара.
У результаті наступного місяця втрати союзників у Північній Атлантиці скоротилися вдвічі. Перевірені методи формування зграї німецьких підводних човнів вперше закінчилися повним провалом.
Навпаки, військово-морське будівництво союзників зараз працює на повну потужність, понад мільйон тонн на місяць, тому торговельний флот, доступний для військових перевезень, починає збільшуватися. До кінця року всі втрати з початку війни будуть стерті. Перспектива можливої поразки Англії через зрив її поставок, яка була ймовірною лише кількома місяцями тому, відступає.

#### Кульмінаційна точка:Black Mayтрагічний травень
Кульмінацією битви прийнято вважати наступ на колону ONS-5. Вирушаючи з Ліверпуля в напрямку Галіфакса 21 квітня 1943 року з 48 вантажними кораблями, захищеними 20 екскортними кораблями (група B7, підсилена декількома загонами), вона зіткнулася з атаками двох зграй, Meise і Amsel, які згрупували 30 і 11 підводних човнів. Він втратив 13 кораблів і потопив 6 своїх супротивників.
Наступні три конвої втратили сім кораблів ціною семи потоплених підводних човнів. Нарешті, 40 вантажних суден конвою SC-130 вийшли з Галіфакса 11 травня і неушкодженими прибули до Ліверпуля 26 травня, відбивши атаки «сірих вовків» Деніца і потопивши п'ять з них · .
24 травня 1943 року, зіткнувшись із цим «Чорним травнем», у якому було втрачено 43 підводні човни, Деніц віддав наказ покинути місце бойових дій, щоб перегрупуватися далі на південь.

#### З червня по грудень 1943: союзники беруть верх
Величина втрат спричиняє падіння моралі підводників. Багато U-Bootе вагаються продовжувати атаку. Наприкінці травня 1943 року Дьоніц вирішив відкликати всі свої підводні човни з Північної Атлантики. У липні підводні човни топлять 97 000 тонн в Індійському океані. Відтепер торговий тоннаж, збудований союзниками, виходить за рамки тоннажу, затопленого Віссю.
У серпні Португалія прийняла встановлення союзників на авіабазі в Азорах та будівництво нової бази. Це покращує покриття з повітря конвоїв, а також дозволяє проліт секторів, де підводні човни раніше могли зарядити акумулятори на поверхні у відносній безпеці.
13 вересня 1943 року адмірал Дьоніц знову розгорнув підводні човни в Північній Атлантиці. У них є нове обладнання, таке як акустична торпеда, посилене анти-повітряне озброєння та радіолокаційний детектор. Акустична торпеда, названа руйнувачем есмінців, дозволяє U-Boote нападати на супроводи безпосередньо. Це дещо похитне мораль союзників, але швидко знайдений парад: буксировані шумовики (CAAT або CAT для Canadian Anti-Acoustic Torpedo, що називається Foxer британським військово-морським флотом та FXR американським). Винайдені Королівським канадським флотом, вони відволікають торпеди від своїх цілей.
Наприкінці 1943 року кілька U-Bootе були оснащені шноркелем. Ця адаптована трубка дозволяє підводному човну залишатися в перископічному зануренні, поновлюючи повітря, необхідне для дизельних двигунів, що дозволяє йому пливти з нормальною швидкістю та зарядити його акумулятори, скориставшись непомітністю занурення.
У грудні німецький лінійний корабель Шарнхорст був затоплений під час битви при Північному мисі. Це остання поверхнева битва в Атлантиці цього конфлікту.

#### Німецькі намагання уникнути невідворотньої поразки
6 червня 1944 року союзники висадилися у Франції на пляжах Нормандії. Підводні човни не в змозі протистояти вторгненню. У жовтні союзники відновили контроль над усіма французькими узбережжями, поза кількома нейтралізованими кишенями; Підводні човни відступають в Норвегії і Балтиці. Німці більше не мають доступу до військово-морських баз Атлантичного узбережжя.
У листопаді 1944 року всі U-Boote була оснащені шноркелем; Їх результати обмежені. Британські бомбардувальники затоплюють німецький лінкор Тірпіц.
За кілька місяців до грудня 1944 р. перший підводний човен XXI типу був функціональним; Балтійське море, заміноване союзниками, тепер непрохідне для німців. Крім того, ці підводні човни з'являються занадто пізно, щоб перемінити хід війни. Німеччина втратила битву за Атлантику та капітулює 8 травня 1945 року.
Загалом, із 1154 U-Bootе, що були в експлуатації, 822 затонули в операціях.

## Підсумок

### У військовому плані
- Ефективність конвоїв

Незважаючи на жорсткість боїв та шістдесят вісім місяців битви, система конвоїв в цілому була дуже ефективною, як показано в наступній таблиці. Було розраховано, що ізольований корабель переживає удвічі більший ризик бути потопленим.
| Період                       | Загальна кількість конвоїв | Кількість конвоїв із втратами | Процент |
| ---------------------------- | -------------------------- | ----------------------------- | ------- |
| вересень 1939 до червня 1940 | 496                        | 21                            | 4,2     |
| липень 1940 до грудня 1941   | 673                        | 122                           | 18,0    |
| січень 1942 до травня 1943   | 448                        | 106                           | 23,7    |
| червень 1943 до січня 1944   | 170                        | 8                             | 4,6     |
| лютий 1944 до травня 1945    | 424                        | 16                            | 3,7     |
| Тотальна                     | 2211                       | 273                           | 12,3    |

Необхідно уникати вірити, як це можуть заохотити розповіді багатьох істориків, зосереджених на боях, що всі конвої (близько 25 000, загалом) були атаковані.
Тільки для Північної Атлантики найскладніший період був у період з січня 1942 р. до травня 1943 р.: 287 конвоїв здійснили подорож, і лише 74 з них зазнали втрат; Це дає відсоток 74 %неушкоджених конвоїв. Аналогічно, відсоток, що стосується лише конвоїв до Росії, дає 37 % конвоїв з втратами за той же період, також найбільш шкідливий.
- Міжнародне закінчене співробітництво

Різні флоти, які брали участь у битві, повинні були тісно координувати свої дії. За матеріалами відбулася стандартизація конструкцій. Корвети і фрегати такого ж типу будували як у Великобританії, так і в Канаді.
Співпраця, однак, страждала від існуючих розбіжностей між флотами. Якщо британський флот протягом усього конфлікту збільшився в десять разів, ВМС Сполучених Штатів збільшилися на двадцять, то канадський флот збільшився в п'ятдесят разів. Наслідком буде певна неефективність Канади через недосвідченість, про що британці шкодують.
- Перемога надлишку

Перемозі в цій довгій битві, зрештою, посприяла більше велика кількість техніки в союзницькому таборі, ніж сама хоробрість воїнів. Перелом у 1943 році на користь союзників був зумовлений сукупністю багатьох факторів, зокрема нездатністю німецьких військ відповісти на збільшення військ, розгорнутих союзниками.
Німці не змогли ефективно відповісти на появу нової зброї, впровадженої союзниками.
Для німців перемога полягала б у їхній здатності знищити більше кораблів, ніж могли побудувати союзники. Вони могли лише тимчасово досягти цієї мети, яка стала для них недоступною з 1943 року.
- Причини німецької поразки

Для самого адмірала Дьоніца дві основні причини невдачі, з одного боку повільність, поставлена Гітлером, для досягнення пріоритету того, що підводний флот повинен був бути збільшений і, з іншого боку поява авіації із великим радіусом дії.

### Людський план

#### Зареєстровані втрати
Якщо втрати, зафіксовані протягом цієї тривалої битви, можуть здатися незначними щодо тих, що виникають внаслідок великої битви на суходолі, вони не менш важливі.
| Союзники                    | Німці                                   |
| --------------------------- | --------------------------------------- |
| 36 284 моряки (військові) · | 30 000 моряки (військові)               |
| 36 000 моряки (торговці)    |                                         |
| 3500 кораблі торгові        |                                         |
| 175 кораблі військові       | 784 U-Boote і 47 інших воєнних кораблів |

Сторона ОсіБлизько 39 000 німецьких моряків воювали на підводних човнах. З них Кільський меморіал зберігає імена 27 491 загиблих · . Ще 5000 потрапили в полон. Незважаючи на такий високий відсоток втрат — 85 % — німецькі підводники билися до кінця.
Причин цьому багато: по-перше, підводники не знають втрат у своїх рядах. Втрати не розкриваються командуванням, і надто мало часу витрачається на суші, щоб їх виявити · ↑ . По-друге, вони відчувають приналежність до еліти з її привілеями (про що буде детально описано нижче).
Сторона союзників
Ніколи не було проведено глобального дослідження щодо людських втрат торгового флоту під час битви за Атлантику. Також числа залежать від авторів. Однак вони, як правило, від 27 000 до 35 000 загиблих.

#### Набір екіпажів
У німцівЧасто кажуть, що U-Bootwaffe складався з волонтерів. Волонтерство уникає призначення у великі батальйони піхоти, тим більше, що пропаганда піднесла подвиги U-boote та Freikorps Dönitz («Нерегулярних загонів Деніца») n 67. Лише 33 % добровольців були визнані здатними до підводних човнів: серед них 60 % були прийняті. Станом на середину 1941 року призовники були призначені для служби. Багато підводників походили з інших спеціальностей Крієгсмаріне. У 1944 році до U-бутваффе було прийнято 37 % добровольців, а це означає, що їх не бракувало. Одини аспект також заслуговує на підкреслення; екіпаж U-Boot повинен був бути об'єднаний і мотивований. Матрос, призначений поза його волею, був би швидко звільнений.
Серед союзників.
На початку конфлікту британський торговий флот включав близько 4500 капітанів або начальників, 13 000 офіцерів, 20 000 механіків, 36 000 матросів, 30 000 змазувальників та 17 000 стюардів. Близько третини моряків складається з «ласкарів», тобто неєвропейців. З них три чверті індійського походження, інші китайського чи африканського походження.
Не було, всупереч тому, на що розраховували німці, кризи набору моряків торгового флоту. Моряки погоджувалися, без надто сильного небажання підписатись на новий перехід. Правда також, що відмова в посадці могла привести їх до зарахування в армію.
З британської сторони здійснюється ретельна обережність для поліпшення умов праці моряків, особливо у випадку корабельної аварії. І пропаганда прагне прославити їх роль.

##### Розрізнення і знаки заслуг
Щоб не допустити морського піхотинця від торгового флоту, цивільного без уніформи, вважати «прихованим», йому запропонують носити значок.
Окремі нагороди, громадянські, не військові, будуть видаватися для визнання заслужених дій. Таким чином, деякі офіцери SS Athenia отримають медаль OBE або BEM.

##### Допомога потерпілим при кораблетрощі
Цікаво, що матросу торгового флоту, як правило, перестають платити в день торпедування його вантажного корабля. Це наслідок типу контракту, який найчастіше підписувався моряками; вони наймаються на подорож, і якщо вона піде добре, вони знову підписуються на чергову подорож↑ . Якщо корабель буде торпедованим, це вважається закінченням підписаного контракту.
Отже, моряк втрачає все, під час торпедування, крім одягу, який він носить у цей час (можливо, забрудненого мазутом). Деякі благодійні організації, такі як British Sailor's Society, Армія порятунку, асоціації, пов'язані з англіканською або католицькою церквою, або British War Relief Society з іншого боку Атлантики, забезпечують "набори для корабельних аварій, крім того 30 фунтів стерлінгів, для моряка180. Ці речі (одинична вартість 5 фунтів стерлінгів 1939 р.) Складаються з одягу та туалетної сумки. Вони доступні на рятувальних кораблях (Rescue ships), а також попередньо розміщені в Мурманську або Архангельську. Книги, картки, дротики також передбачені.
- Rescue-Ships

Ці кораблі реалізуються, щоб допомогти морякам торпедованих кораблів. Конвой включає одного або декількох. Вони оснащені матеріалами для рятування потерпілих у корабельній аварії та побудовані для розміщення їх решту подорожі, пропонуючи їм матеріальну та медичну допомогу. Це дозволяє уникнути іммобілізації вантажних кораблів або супроводжуючих кораблів.
Як бонус, ці кораблі оснащені детекторами Huff-Duff та беруть участь у захисті конвоїв.
Кілька з цих кораблів затонули під час нападу на їхні конвою.
Перші три з'явилися в січні 1941 року, ще дев'ять у 1942 році, чотири в 1942 році, сім у 1943 році та один у 1944 році. Вони є з усіх моделей, Walmer Castle з його 906 тонн, або Perth, 2258 тонн. Вони озброєні торговим флотом, із фахівцями з Королівськокого військово-морського флоту.
Загалом, рятувальні кораблі супроводжували 800 конвоїв і врятували 4194 поторпілих.
- Рятувальні матеріали

Ще в грудні 1939 Британське адміралтейство створило Life Saving at Sea Committee (Комітет порятунку життя в морі). Цей комітет пише рекомендації, які застосовуються до кораблів, залежних від Міністерства судноплавства; Їх пропонують власникам кораблів, які їх застосовують чи ні. Можливо, вони опиняються в Statutory Order, який є важливим для всіх.
Ось так рекомендується використання рятувальних плотів, які вважаються більш здатними пережити вибухи. Аналогічно, використання рятувальних жилетів більш ефективніших, ніж рятувальні круги, менш об'ємні, хоча їх практично неможливо носити під час роботи. Жилети оснащені червоною лампою , що дозволяє кращій ідентифікації потерпілих у корабельній аварії у воді.
У січні 1941 року жовтий колір був прийнятий для рятувального обладнання 191. Який не завжди буде застосовуватися, боячись, що цей світлий колір привабить ворогів. На початку 1943 року ідентифікаційні позначки були прикріплені на вітрилі рятувальних каное, щоб сприяти їх ідентифікації за допомогою рятувальних літаків.
Післявоєнне дослідження показує, що для 682 врятованих каное 30 % були вилучені на 1-й день, 14 % на другий день та 7 % на третій день; для 137 досліджуваних плотів 50 % врятованія на 1-й день, 13 % на другий день та 3 % на третій день. Для інших час врятування вимірюється тижнями.

##### Умови існування німецьких моряків
До моряків U-Boote ставилися якомога найкраще, щоб зміцнити їхнє відчуття приналежності до еліти. Вони користуються перевагами.
Уважне ставлення їхнього лідера Карла Дьоніца до них привела до того, що вони його називали Onkel Karl (дядько Карл). Часто присутній під час повернення до портів, потискуючи руки та спілкуючись з кожним членом екіпажу, він сприяв своїй популярності та їх послуху.
Їх умови життя на суходолі були, максимально приємними. Таким чином, був BDU Zug (потяг штаб-квартири), щоб швидко привезти відпускників додому. Починаючи з Нанта або Бреста, проходячи повз Париж, Чарлерой тоді Роттердам, Бремен та Гамбург, ці експрес-поїзди дозволяли морякам бути вдома через 48 годин. З додатковими знаками уваги, такими як можливість у Роттердамі, навесні, взяти букети квітів для сім'ї. Для тих, хто не повертався додому, будинки були реквізовані, далеко від можливих бомбардувань, щоб виконувати функції таборів відпочинку (U-bootsweiden). Наприклад, замок Піньрол поблизу Анжеру.
Плата підводних моряків була вдвічі більшою від інших військових моряків. Оплата одразу після повернення з патрулювання, французькими грошима, дозволяла морякам купувати продукти харчування недоступні в Німеччині, перш ніж дістатися до свого будинку, або знайти щось, щоб пройти приємне розслаблення на місці.

### Технічний план
За 68 місяців цієї битви відзначилися розробки її важливих технічних засобів. Ось кілька прикладів:
- Використання «операційних пошуків».

Вперше цивільні науковці в рамках відділів, прикріплених до вищого командування, проаналізували проведені операції та кількісно оцінили ефективність процедур або зброї. Це використання було здебільшого зроблено з боку союзників, дуже мало і пізно з боку Німеччини.
Наслідки були помітні з точки зору ефективності проведення операцій. Дивіться в цій статті звіт 142 і його наслідки для ефективності протичовнових зарядів.
- Поява інтегрованих центрів прийняття рішень (приклади: OIC на суші та CIC на кораблях).

Це центри, куди збирається вся доступна інформація для аналізу та прийняття рішення щодо тактики застосування. Були такі центри на суші, такі як OIC або WACC, де почало з'являтися бортове обладнання.
Це центри бойової інформації на кораблях. Вперше встановлені на великих кораблях, вони також були знайдені наприкінці конфлікту на певних ескортних кораблях. Це приміщення дає змогу централізувати всю тактичну інформацію, радар, ASDIC, HF/DF, радіо, карту операцій, позицію різних учасників, щоб допомогти у прийнятті рішень. Ці структури набули широкого поширення після війни і дали початок SENIT («Військово-морська експлуатаційна система для тактичної інформації») та її похідним.
- Автоматизація процедур.

Два приклади:
ASDIC сам регулює глибину розриву глибинних бомб (випадок Squid).
Поява самонавідних торпед («FIDO» і Zaunkoning).
- Поява перших ефективних підводних човнів.

Основні типи підводних човнів на початку конфлікту розроблялися як підводні торпедні катери. Тобто інколи здатні занурюватися і не дуже здатні боротися під водою.
Наприкінці конфлікту були підводні човни типів XXI і XXIII, здатні залишатися під водою протягом тривалого часу завдяки шноркелю, рухаючись зі швидкістю, порівнянною зі швидкістю надводних кораблів, і оснащені зброєю та детекторами, що дозволяють вести бій під час занурення.

## Виноски
1. ↑  Karl Dönitz, Die U-Bootenwaffe (" Підводна зброя "), Berlin, 1939, Mittler.
2. ↑  Єдиний виняток був у січні 1943 року, коли Гітлер погодився, щоб I/KG40 перейшла під контроль ВМФ. Він змінив думку двома місяцями пізніше. Інший приклад був коли Fw200 були відтягнуті з Бордо, щоб брати участь у битві за Сталінград
3. ↑  Вони базувалися в Мон-де-Марсан
4. ↑  Так звані коди «адмірала Пофама», де ряди чисел відповідали словам або фразам. Шифр мав вигляд книги. Це давало змогу спростити передачу повідомлень (в той час дуже поширеною була передача прапорцями), але цей словник можна було відновити.
5. ↑  Цікаво, що британці майже не намагалися перешкодити будівництву баз. Єдиною зруйнованою базою була база в Тулоні, розбомблена під час її будівництва
6. ↑  Відомий конвой PQ-17 мав два рятувальні судна, одне з яких було торпедовано і затонуло
7. ↑  Британське міністерство, відповідальне за організацію та експлуатацію транспорту, необхідного для воєнних дій
8. ↑  Детально технічні відомості про цей тип ескорту описано в роботі Bryan Lavery, процитованій в бібліографії, це одна з найкращих книг на цю тему.
9. ↑  Ce précepte fondamental est toujours utilisé dans les formations de la Royal Navy de nos jours.
10. ↑  Deux exemples concernant les corvettes construites au Canada. En premier lieu, l'absence de brise-lames sur les ponts qui fait que ceux-ci sont noyés à chaque vague; en second lieu, l'absence de revêtements antidérapants sur les mêmes ponts rendant le travail plus difficile (pour les grenadeurs, par exemple). Sur les corvettes britanniques ces équipements sont présents.
11. ↑  Низький результат в основному через швидке впровадження контрзаходів.
12. ↑  Le U-480 était l'un de ceux bénéficiant de ce revêtement Alberich.
13. ↑  Avant le départ, chaque navire doit fournir la hauteur de ses mâts. Ceci permet aux autres navires de calculer, et de garder, aisément leur distance.
14. ↑  C'est la première à être enseignée. Le nom choisi renvoie à une expression argotique britannique, que l'on pourrait rendre par " faire un bras d'honneur " (sous-entendu: " à Hitler "). Gommant ce sens originel, la quasi-totalité des autres tactiques élaborées par le WATU reçoivent ensuite des noms de fruits ou de légumes.
15. ↑  Le SOE est le Senior Officer of Escort, c'est-à-dire le commandant du groupe d'escorte.
16. ↑  Les fréquences prévues à cette fin sont en ondes moyennes.
17. ↑  Ce qui veut dire : West Ocean Meeting Point (Point de rencontre océanique est). Il concerne les convois qui vont vers l'est.
18. ↑  Ce qui veut dire : East Ocean Meeting Point (Point de rencontre océanique ouest). Il concerne les convois qui quittent les Îles britanniques.
19. ↑  Dans l'un des U-Boote coulés, le " U 954 ", l'un des fils de l'amiral Dönitz, Peter, trouve la mort.
20. ↑  El Alamein : 35 500 morts et blessés, Stalingrad = 486 000 morts allemands.
21. ↑  Non comptés les morts de la Royal Navy et de la RAF